# Đường cao tốc Gyeongbu
| Các tuyến đường cao tốc trước năm 2001 (Điểm xuất phát tính trước ngày 24/08/2001) | Các tuyến đường cao tốc trước năm 2001 (Điểm xuất phát tính trước ngày 24/08/2001) |
| ---------------------------------------------------------------------------------- | ---------------------------------------------------------------------------------- |
| Kí hiệu tuyến đường                                                                |                                                                                    |
| Thời gian sử dụng                                                                  | Năm 1983 ~ 1997                                                                    |
| Tên tuyến đường                                                                    | Đường cao tốc Gyeongbu (Đường cao tốc số 1)                                        |
| Điểm bắt đầu                                                                       | Gangnam-gu, Seoul                                                                  |
| Điểm kết thúc                                                                      | Geumjeong-gu, Busan                                                                |

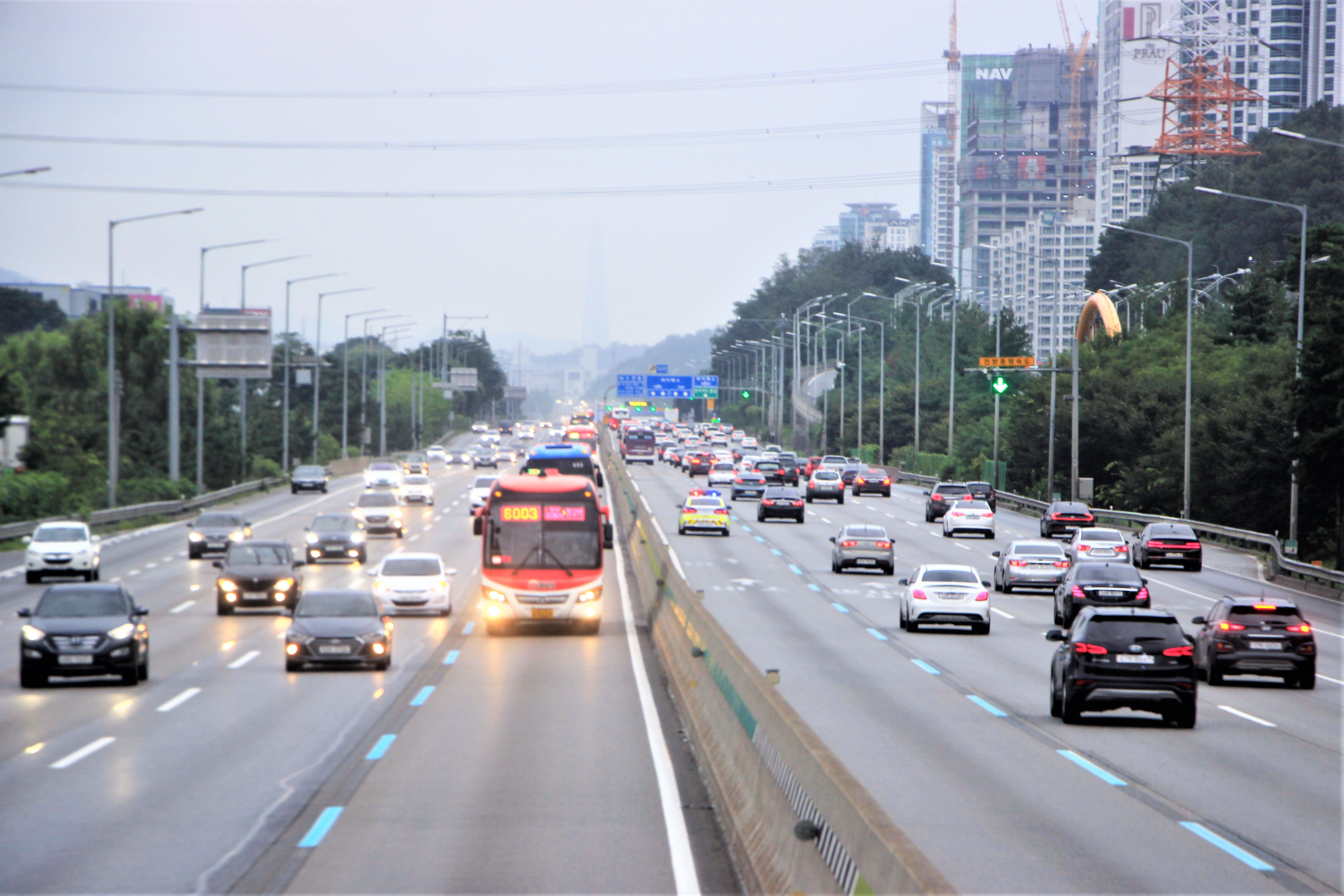
Phong cảnh xung quanh đường cao tốc Gyeongbu ranh giới thành phố Seongnam-Yongin

Đường cao tốc Gyeongbu (Tiếng Hàn: 경부고속도로, Gyeongbu Gosokdoro; Hanja: 京釜高速道路) hay Đường cao tốc số 1 (Tiếng Hàn: 고속국도 제1호선) là đường cao tốc lâu đời thứ hai và đứng thứ hai về lưu lượng giao thông trung bình hàng ngày ở Hàn Quốc. Nó thường được gọi là 'động mạch chủ của quốc gia', là biểu tượng đại diện cho sự tăng trưởng kinh tế nhanh chóng của Hàn Quốc, còn được gọi là 'Kỳ tích sông Hán'. Đường cao tốc có điểm đầu tại Geumjeong-gu, Busan và kết thúc tại Yangjae-dong, Seocho-gu, Seoul. Đây cũng là đường cao tốc dài nhất ở Hàn Quốc và hầu hết tất cả các đoạn đều là một phần của Đường Xuyên Á . Toàn bộ chiều dài từ Seoul đến Busan dài 416.2 km với tốc độ tối đa cho phép 100 km/h hoặc 110 km/h tuỳ từng đoạn, giám sát chủ yếu bằng camera tốc độ.

## Tổng quan
Việc xây dựng bắt đầu vào ngày 1 tháng 2 năm 1968 và hoàn thành vào ngày 7 tháng 7 năm 1970. Hầu hết tất cả các đoạn là một phần của phần của Đường xuyên Á 1. Ban đầu đoạn Yangjae IC ~ Cầu Hannam thuộc Đường cao tốc Gyeongbu nhưng đã bị loại bỏ khỏi đoạn đường cao tốc vào tháng 12 năm 2002 và hiện được chỉ định là đường cao tốc đô thị chỉ dành cho ô tô. Số làn đường trên Đường cao tốc Gyeongbu dao động từ 4 đến 12, và tất cả các phần đều được lát bằng bê tông và nhựa đường.
Nó đi qua bốn thành phố đô thị: Daejeon, Daegu, Ulsan và Busan. Ngoài ra, vì nó đi qua các thành phố lớn trong khu vực đô thị và các thành phố trung tâm của khu vực, nên nó còn được gọi là 'huyết mạch chính của đất nước' ở Hàn Quốc.
Bốn thành phố lớn được ghi trên biển chỉ dẫn Đường cao tốc Gyeongbu, theo thứ tự đó là: Busan, Daegu, Daejeon và Seoul. Điểm tham chiếu ở Busan là Guseo IC, điểm tham chiếu ở Daegu là N.Daegu hướng đi Busan, E.Daegu JC hướng đi Seoul, điểm tham chiếu ở Daejeon là Daejeon IC và điểm tham chiếu cho Seoul là Yangjae IC .
Sở dĩ đường cao tốc số 1 vẫn giữ nguyên như lúc thông xe vì nó có ý nghĩa lịch sử, là tuyến đường quan trọng của quốc gia, là tuyến đường tuy không theo luật trục Bắc - Nam, nhưng một số đoạn bị không phải như vậy, vì vậy nó được đánh số trong cùng một hệ thống với các đường cao tốc khác.

## Lịch sử
- D7 tháng 11 năm 1967: Cựu Tổng thống Park Chung-hee ra lệnh xây dựng đường cao tốc Gyeongbu tại cuộc họp chung của chính phủ và đảng cầm quyền[10]
- 1 tháng 12 năm 1967: Thành lập Ủy ban xúc tiến xây dựng đường cao tốc quốc gia do Thủ tướng làm Chủ tịch [10]
- 15 tháng 12 năm 1967: Thành lập Đội Khảo sát Quy hoạch Xây dựng Đường cao tốc Quốc gia theo Nghị định số 3300 của Tổng thống[10]
- 19 tháng 12 năm 1967: Ủy ban xúc tiến đường cao tốc quốc gia lần thứ nhất được tổ chức tại Nhà Xanh[10]
- 4 tháng 1 năm 1968: Tổng thống Park Chung-hee thực hiện chuyến khảo sát đường bộ và đường hàng không đầu tiên[10]
- 12 tháng 1 năm 1968: Xác nhận lộ trình đoạn Seoul ~ Daejeon[10]
- 20 tháng 1 năm 1968: Apgujeong-dong, Seoul đến Giheung-myeon, Yongin (Jamwon IC ~ Suwon IC) được chỉ định là Quốc lộ 97, Tuyến Seoul ~ Suwon[11]
- 29 tháng 1 năm 1968: Thành lập Văn phòng Xây dựng Đường cao tốc Seoul ~ Busan theo Sắc lệnh số 48 của Bộ Xây dựng[10]
- 1 tháng 2 năm 1968: Lễ động thổ làm đường cao tốc[10]
- 3 tháng 4 năm 1968: Lễ động thổ đoạn Suwon ~ Daejeon[10]
- 2 tháng 5 năm 1968: Tại phiên họp thứ 13 của phiên họp toàn thể lần thứ 65 của Quốc hội, Đảng Dân chủ Mới đối lập đã phá vỡ thỏa thuận với Ngân hàng Thế giới về việc đặt việc xây dựng đường cao tốc Gyeongbu ở vị trí ưu tiên thấp hơn trong số sáu đường cao tốc khi đàm phán các khoản vay cho việc xây dựng đường cao tốc. Đã có câu hỏi về lý do tại sao việc xây dựng đường cao tốc được ưu tiên hàng đầu, và nhận xét của Hạ nghị sĩ Park Byung-bae của Đảng Dân chủ Mới chỉ trích chính sách của chính phủ nhằm giải quyết sự thiếu hụt chi phí xây dựng đường cao tốc thông qua việc tăng thuế dầu mỏ.[12]
- 11 tháng 9 năm 1968: Lễ khởi công xây dựng đoạn Daegu ~ Busan[10]
- 18 tháng 10 năm 1968: Xác nhận tuyến đường Daejeon ~ Daegu và toàn bộ tuyến đường cao tốc Gyeongbu[10]
- 21 tháng 12 năm 1968: Jamwon IC (Phía nam cầu Hannam) ~ Suwon IC dài 22,4 km thông xe[13]
- 30 tháng 12 năm 1968: Thông xe đoạn 13,8 km giữa Suwon IC ~ Osan IC[14]
- 8 tháng 4 năm 1969: Chỉ định quốc lộ cấp 1 số 1-1 Tuyến Seoul-Busan từ Sejong-ro, Seoul đến Yeongdo, Busan và thay đổi số hiệu tuyến đường[15]
- 2 tháng 9 năm 1969: Thông xe đoạn 38,1 km giữa Osan IC ~ Cheonan IC[16]
- 10 tháng 12 năm 1969: Khai trương đoạn 67 km giữa Cheonan IC ~ Daejeon IC[17]
- 26 tháng 12 năm 1969: Đoạn 428 km giữa đầu phía nam của cầu Hangang thứ 3 ~ Guseo-dong, Dongnae-gu, Busan được chỉ định là khu vực đường cao tốc[18]
- 29 tháng 12 năm 1969: Khai trương đoạn 123 km giữa E.Daegu IC ~ Guseo IC[19]
- 7 tháng 7 năm 1970: Đoạn Daejeon IC ~ E.Daegu IC dài 152 km được thông xe,[20] Theo đó, tất cả các đoạn đường được thông xe thành đường 4 làn xe khứ hồi.
- 21 tháng 8 năm 1970: Tai nạn xe buýt trên đường cao tốc Chupungnyeong xảy ra gần khu nghỉ dưỡng Chupungnyeong[21]
- 30 tháng 12 năm 1970: Khai trương Hoedeok JC[22]
- 1 tháng 1 năm 1971: Khai trương Khu dịch vụ Chupungnyeong, khu vực nghỉ ngơi đầu tiên
- 7 tháng 3 năm 1971: Trạm xăng đầu tiên được mở tại Khu dịch vụ Chupungnyeong
- 13 tháng 4 năm 1971: Địa điểm xây dựng đường cao tốc được xác nhận bằng cách xác định khu vực đường trong đoạn 428 km giữa Sinsa-dong, Seongdong-gu, Seoul ~ Guseo-dong, Dongnae-gu, Busan[23]
- 31 tháng 8 năm 1971: Đoạn giữa Sejong-ro, Jung-gu, Seoul ~ Daegyo-dong, Jung-gu, Busan được chỉ định là Đường cao tốc số 1 Tuyến Seoul ~ Busan[24]
- 3 tháng 9 năm 1971: Khai trương Yangjae IC[25]
- 15 tháng 11 năm 1971: Khởi công xây dựng Pangyo IC[26]
- 1 tháng 12 năm 1971: Khai trương Singal JC[27]
- 25 tháng 5 năm 1972: Khai trương Pangyo IC[26]
- 1 tháng 11 năm 1973: Khai trương mở rộng Chupungnyeong IC[28]
- 14 tháng 6 năm 1977: Xác định khu vực đường xung quanh Yobang-ri, Seonggeo-myeon, Cheonwon-gun, Chungcheongnam-do để mở rộng Khu nghỉ ngơi Manghyang[29]
- 22 tháng 6 năm 1978: Điểm đầu được rút ngắn từ 'Sejong-ro, Jongno-gu, Seoul' thành 'Apgujeong-dong, Gangnam-gu, Seoul' và điểm cuối được rút ngắn từ 'Daegyo-dong, Jung-gu, Busan' thành 'Guseo-dong, Dongnae-gu, Busan'.[30]
- 1 tháng 6 năm 1979: Khai trương Nakdong IC cách Seoul 260,1 km[31]
- 31 tháng 8 năm 1979: Đoạn 460m của Yobang-ri, Seonggeo-myeon, Cheonwon-gun, Chungcheongnam-do được xác định là khu vực đường bộ để lắp đặt các điểm dừng xe buýt và bãi đậu xe[32]
- 7 tháng 11 năm 1981: Tên tuyến đổi thành Đường cao tốc Gyeongbu (Tuyến Gyeongbu)[33]
- 24 tháng 5 năm 1983: Thay đổi khu vực đường 700m ở Deokam-ri, Sintanjin-eup, Daedeok-gun, Chungcheongnam-do để xây dựng Shintanjin IC[34]
- 12 tháng 12 năm 1983: Khai trương Shintanjin IC[35]
- 21 tháng 1 năm 1984: Thay đổi diện tích đường 520m đoạn Ijo-ri, Naenam-myeon, Wolseong-gun, Gyeongsangbuk-do để lắp đặt trạm xe buýt Naenam[36]
- 7 tháng 2 năm 1984: Thay đổi khu vực đường giữa Bangye-dong ~ Agok-dong, Waegwan-eup, Chilgok-gun, Gyeongsangbuk-do dài 1,9 km để xây dựng Khu dịch vụ Nakdong[37]
- 2 tháng 3 năm 1984: Thay đổi diện tích đường cho đoạn 110m của Pyeongsa-ri, Jinryang-myeon, Gyeongsan-gun, Gyeongsangbuk-do để mở rộng khu vực dịch vụ Pyeongsa[38]
- 30 tháng 4 năm 1984: Thay đổi khu vực đường giữa Ogye-dong, Geumho-eup, Yeongcheon-gun, Gyeongsangbuk-do và Byeongam-ri, Daechang-myeon, 420m để lắp đặt trạm xe buýt Daechang[39]
- 18 tháng 5 năm 1984: Thay đổi khu vực đường giữa Gongse-ri và Gomae-ri, Giheung-myeon, Yongin-gun, Gyeonggi-do để xây dựng khu dịch vụ Busan-ri (hướng xuống)[40]
- 10 tháng 8 năm 1984: Thay đổi khu vực đường 920m ở Oecheon-ri, Buyong-myeon, Cheongwon-gun, Chungcheongbuk-do để xây dựng Cheongwon IC[41]
- 30 tháng 11 năm 1984: Khai trương Cheongwon IC[42]
- 14 tháng 1 năm 1985: Thay đổi khu vực đường 800m giữa Boin-dong ~ Shinsang-dong, Jinryang-myeon, Gyeongsan-gun, Gyeongsangbuk-do do công việc cải tạo đường tiếp cận Gyeongsan IC[43]
- 19 tháng 2 năm 1985: Do xây dựng mở rộng trạm thu phí Seoul, đoạn Wonji-dong, Gangnam-gu, Seoul dài 1,7 km đã được thay đổi[44]
- 15 tháng 4 năm 1985: Thay đổi khu vực đường 540m giữa Osan-ri ~ Garak-ri, Oksan-myeon, Cheongwon-gun, Chungcheongbuk-do để lắp đặt trạm xe buýt Oksan[45]
- 17 tháng 05 năm 1985: Khởi công xây dựng mở rộng 6 làn xe khứ hồi từ Hoedeok JC ~ Nami JC dài 21,7 km
- 23 tháng 5 năm 1985: Thay đổi diện tích đường cho đoạn 350m của Yobang-ri, Seonggeo-myeon, Cheonwon-gun, Chungcheongnam-do để mở rộng Khu nghỉ ngơi Manghyang[46]
- 24 tháng 10 năm 1985: Thay đổi khu vực đường 900m giữa Yongwon-ri, Seongnam-myeon ~ Namhwa-ri, Mokcheon-myeon, Cheonwon-gun, Chungcheongnam-do để xây dựng Doknimginyeomgwan IC[47]
- 11 tháng 12 năm 1985: Thay đổi diện tích đường cho đoạn Wonji-dong, Seocho-gu, Seoul dài 1,7 km theo kế hoạch di dời trạm thu phí Seoul[48]
- 16 tháng 1 năm 1986: Thay đổi diện tích đường cho đoạn 700m Gungnae-dong, Seongnam-si, Gyeonggi-do để di dời và đặt trạm thu phí Seoul[49]
- 19 tháng 12 năm 1986: Do lắp đặt làn đường chậm ở Dalaenaegae, khu vực đường đã được thay đổi từ Sinwon-dong, Gangnam-gu, Seoul thành Geumto-dong, Seongnam-si, Gyeonggi-do trong 3,52 km[50]
- 24 tháng 3 năm 1987: Do việc mở rộng Khu dịch vụ Cheonan Samgeori, đoạn 120m của Guseong-dong, Cheonan-si, Chungcheongnam-do đã được thay đổi[51]
- 15 tháng 8 năm 1987: Doknimginyeomgwan được khai trương với việc khánh thành Doknimginyeomgwan IC
- 5 tháng 10 năm 1987: Trạm thu phí Seoul được chuyển từ Wonji-dong, Gangnam-gu, Seoul đến Gungnae-dong, Bundang-gu, Seongnam.[52] Do đó, văn phòng Pangyo tại Pangyo IC đã bị bãi bỏ, điểm bắt đầu thu phí của Đường cao tốc Gyeongbu được đổi thành Pangyo IC và miễn phí đoạn giữa điểm Đường cao tốc Gyeongbu và Pangyo IC.[53]
- 26 tháng 11 năm 1987: Thay đổi khu vực đường trong đoạn 100m của Wonji-dong, Seocho-gu, Seoul để lắp đặt khu nghỉ ngơi tại Quảng trường Hội nghị Seoul[54]
- 3 tháng 12 năm 1987: Đoạn mở rộng khứ hồi Hoedeok JC ~ Nami JC dài 21,7 km hoàn thành với 6 làn xe
- 12 tháng 4 năm 1988: Thay đổi diện tích đường cho đoạn 400m Gwangcheon-ri, Bongsan-myeon, Geumneung-gun, Gyeongsangbuk-do để mở rộng Khu dịch vụ Chupungnyeong (hướng lên)[55]
- 20 tháng 4 năm 1988: Do xây dựng mở rộng Okcheon IC, thay đổi khu vực đường 100m ở Samyang-dong, Okcheon-eup, Okcheon-gun, Chungcheongbuk-do[56]
- 24 tháng 6 năm 1988: Xây dựng mới và khai trương khu nghỉ ngơi tại Quảng trường Hội nghị Seoul trên địa điểm của trạm thu phí Seoul cũ[57]
- Tháng 6 năm 1988: Khai trương Yangjae IC
- 23 tháng 7 năm 1988: Thay đổi khu vực đường 250m tại Osan-ri, Oksan-myeon, Cheongwon-gun, Chungcheongbuk-do do xây dựng mở rộng khu dịch vụ Oksan[58]
- 16 tháng 11 năm 1989: Thay đổi đoạn 172m do xây dựng mở rộng làn đường ở Gyeongju IC, Yul-dong, Gyeongju-si, Gyeongsangbuk-do[59]
- 4 tháng 1 năm 1990: Do việc xây dựng mở rộng 6 làn xe khứ hồi giữa Suwon IC ~ Yangjae IC, khu vực đường dài 15,2 km đã được thay đổi từ Yangjae-dong, Seocho-gu, Seoul thành Sanggal-ri, Giheung-eup, Yongin-gun, Gyeonggi-do.[60]
- 12 tháng 5 năm 1990: Do việc xây dựng mở rộng làn tại Cheonan IC, thay đổi khu vực đường 646m ở Sinbu-dong, Cheonan-si, Chungcheongnam-do[61]
- 1 tháng 9 năm 1990: Do việc di dời W.Daegu IC, khu vực đường đã được thay đổi từ Joya-dong thành Seobyeon-dong, Buk-gu, Daegu[62]
- 3 tháng 1 năm 1991: Do việc xây dựng Khu dịch vụ Jugam (hướng xuống), đoạn 1,07 km của Seondong-ri, Hyeondo-myeon, Cheongwon-gun, Chungcheongnam-do đã được thay đổi[63], Do việc xây dựng Yangsan JC, đoạn đường dài 4,33 km giữa Bukbu-ri ~ Naesong-ri, Dong-myeon, Yangsan-eup, Yangsan-gun, Gyeongsangnam-do đã bị thay đổi[64]
- 31 tháng 1 năm 1991: Thay đổi khu vực đường 18,53 km từ Yangjae-dong, Seocho-gu, Seoul ~ Sanggal-ri, Giheung-eup, Yongin-gun, Gyeonggi-do, do xây dựng mở rộng 8 làn xe khứ hồi giữa Yangjae IC ~ Suwon IC[65]
- 13 tháng 5 năm 1991: Bắt đầu mở rộng 8 làn xe giữa Suwon IC ~ Yangjae IC dài 18,5 km
- 27 tháng 6 năm 1991: Do mở rộng 6-8 làn xe khứ hồi giữa Suwon IC ~ Cheongwon IC, đoạn 94,8 km của Bora-ri, Giheung-eup, Yongin-gun, Gyeonggi-do ~ Cheokbuk-ri, Nam-myeon, Cheongwon-gun, Chungcheongbuk-do, đã được thay đổi[66]
- 4 tháng 7 năm 1991: Thay đổi khu vực đường giữa Cheonpo-ri ~ Songseon-ri, Geoncheon-eup, Gyeongju-gun, Gyeongsangbuk-do để xây dựng Geoncheon IC[67]
- 13 tháng 8 năm 1991: Đoạn Nami JC ~ Cheongwon IC dài 8,3 km mở rộng 8 làn xe hoàn thành
- 27 tháng 9 năm 1991: Thay đổi diện tích đường từ 5,01 km đến 7,11 km giữa Nam-myeon ~ Hyeondo-myeon, Cheongwon-gun, Chungcheongbuk-do để mở rộng đoạn Nami ~ Hyeondo và di dời Cheongju IC[68]
- 31 tháng 10 năm 1991: Khánh thành Pangyo JC
- 10 tháng 2 năm 1992: Do việc di dời W.Daegu IC, đoạn 1,4 km của Seobyeon-dong, Buk-gu, Daegu đã được thay đổi[69]
- 13 tháng 2 năm 1992: Do việc xây dựng Khu dịch vụ Geoncheon, khu vực đường được đổi từ Bangnae-ri ~ Jojeon-ri, Geoncheon-eup, Gyeongju-gun, Gyeongsangbuk-do[70]
- 13 tháng 3 năm 1992: Do việc xây dựng khu dịch vụ Anseong, khu vực đường đã được thay đổi từ Wolgok-dong, Pyeongtaek-si, Gyeonggi-do thành Banje-ri, Wongok-myeon, Anseong-gun và khu vực đường được thay đổi thành 1,4 km từ Daehwa-ri, Seongnam-myeon, Sinpung-ri, Susin-myeon, Cheonwon-gun và Anseong. Do việc xây dựng mở rộng trạm thu phí Anseong IC, khu vực đường đã được thay đổi trong đoạn 100m của Seungdu-ri, Gongdo-eup, Anseong-gun, Gyeonggi-do[71]
- 29 tháng 4 năm 1992: Thay đổi điểm đầu từ 'Guseo-dong, Dongrae-gu, Busan' thành 'Guseo-dong, Geumjeong-gu, Busan'[72]
- 14 tháng 7 năm 1992: Hoàn thành mở rộng 8 làn xe khứ hồi đoạn 18,5 km giữa Suwon IC ~ Yangjae IC
- 31 tháng 12 năm 1992: Do việc mở rộng làn xe khứ hồi 6-8 giữa Banpo IC ~ Yangjae IC, đoạn 5,16 km giữa Banpo-dong và Yangjae-dong, Seocho-gu, Seoul đã được thay đổi[73]
- 7 tháng 7 năm 1993: Đoạn Cheongwon IC ~ Suwon IC dài 100,1 km mở rộng khứ hồi từ 6 đến 8 làn xe hoàn thành
- 2 tháng 9 năm 1993: Do việc xây dựng Khu dịch vụ Hwanggan, phạm vi đường được đổi thành 848m ở Hoepo-ri, Hwanggan-myeon, Yeongdong-gun, Chungcheongbuk-do[74]
- 16 tháng 9 năm 1993: Do việc xây dựng khu dịch vụ Okcheon (hướng lên), khu vực đường đã được thay đổi trong đoạn 505m của Maehwa-ri, Okcheon-eup, Okcheon-gun, Chungcheongbuk-do[75]
- 27 tháng 12 năm 1993: Khai trương Geoncheon IC[76]
- 17 tháng 9 năm 1994: Từ Seocho IC ~ Budeo Sintanjin IC, làn đường dành riêng cho xe buýt ở giữa lần đầu tiên được áp dụng ở Hàn Quốc, nâng cao hiệu quả của giao thông công cộng.
- 4 tháng 10 năm 1994: Do lắp đặt làn đường phân cách giữa Pangyo JC ~ Pangyo IC cho đến tháng 6 năm 1995, đoạn 2,7 km giữa Sampyeong-dong và Pangyo-dong, Bundang-gu, Seongnam-si, Gyeonggi-do, đã được thay đổi[77]
- 21 tháng 10 năm 1994: Do việc mở rộng 8 làn xe khứ hồi giữa Cheongwon IC ~ Hoedeok JC cho đến tháng 12 năm 1997, khu vực đường đã được thay đổi giữa Jugam-ri, Hyeondo-myeon, Cheongwon-gun, Chungcheongbuk-do và Sindae-dong, Daedeok-gu, Daejeon[78][79]
- 4 tháng 11 năm 1994: Thay đổi khu vực đường giữa Sanggal-ri và Yeongdeok-ri, Giheung-eup, Yongin-gun, Gyeonggi-do để mở rộng trạm thu phí Suwon IC cho đến tháng 12 năm 1995[80]
- 18 tháng 1 năm 1995: Thay đổi khu vực đường cho 1 km Gasan-ri, Ipjang-myeon, Cheonan-gun, Chungcheongnam-do để xây dựng Khu nghỉ ngơi Ipjang vào tháng 6 năm 1996[81]
- 25 tháng 1 năm 1995: Do việc xây dựng mở rộng trạm thu phí Osan IC cho đến tháng 12 năm 1995, khu vực đường đã được thay đổi trong đoạn 366m của Won-dong, Osan-si, Gyeonggi-do[82]
- háng 2 năm 1995: Đoạn giữa Cheonan IC ~ Khu vực Seoul và Sintanjin IC ~ Nami JC được mở rộng từ 6 làn lên 8 làn.
- 18 tháng 3 năm 1995: Do việc mở rộng Trạm thu phí Anseong JC, khu vực đường bộ đã được thay đổi cho một đoạn 700m ở Seungdu-ri, Gongdo-myeon, Anseong-gun, Gyeonggi-do[83]
- 11 tháng 7 năm 1995: Do việc di dời Gyeongsan IC, khu vực đường bộ đã được thay đổi giữa Hwansang-ri, Hayang-eup và Seonhwa-ri, Jinryang-myeon, Gyeongsan-si, Gyeongsangbuk-do[84]
- 7 tháng 9 năm 1995: Hoàn thành mở rộng 6 vòng của đoạn 5,2 km giữa Yangjae IC ~ Banpo IC
- 7 tháng 10 năm 1995: Đoạn 15,6 km giữa Shindae-dong, Daedeok-gu, Daejeon và Jeungyak-ri, Gunbuk-myeon, Okcheon-gun, Chungcheongbuk-do được đổi thành 14,7 km do xây dựng đường vòng chuyến mở rộng 6 làn giữa Hoedeok ~ Jeungyak cho đến tháng 12 năm 1999[85]
- 12 tháng 1 năm 1996: Do việc mở rộng trạm thu phí Pangyo IC cho đến tháng 12 năm 1996, khu vực đường đã được thay đổi trong đoạn 80m của Pangyo-dong, Bundang-gu, Seongnam-si, Gyeonggi-do[86]
- 25 tháng 3 năm 1996: Do việc di dời Eonyang IC cho đến tháng 12 năm 1998, đoạn 730m của Gyodong-ri, Samnam-myeon, Ulju-gun, Gyeongsangnam-do đã được thay đổi[87]
- 16 tháng 5 năm 1996: Do việc mở rộng Trạm thu phí Cheonan IC, thay đổi khu vực đường 97m ở Sinbu-dong, Cheonan-si, Chungcheongnam-do[88]
- 1 tháng 7 năm 1996: Thay đổi điểm bắt đầu từ 'Guseo-dong, Geumjeong-gu, Thành phố trực thuộc trung ương Busan' thành 'Guseo-dong, Geumjeong-gu, Thành phố đô thị Busan'[89]
- Ngày 18 tháng 11 năm 1996: Do việc xây dựng cải thiện hướng tuyến của đoạn Chupungnyeong cho đến tháng 12 năm 1998, khu vực đường đã được thay đổi giữa Chupungnyeong-ri, Chupungnyeong-myeon, Yeongdong-gun, Chungcheongbuk-do và Gwangcheon-ri, Bongsan-myeon, Gimcheon-si, Gyeongsangbuk-do[90], do việc xây dựng mở rộng trạm thu phí Busan cho đến tháng 12 năm 1998[91]
- 24 tháng 4 năm 1997: Do việc xây dựng khu nghỉ ngơi Surak (Hướng lên) cho đến tháng 12 năm 1998, khu vực đường bộ đã được thay đổi giữa Sajeong-ri và Surak-ri, Oksan-myeon, Cheongwon-gun, Chungcheongbuk-do[92]
- 2 tháng 6 năm 1997: Do việc xây dựng Khu vực nghỉ ngơi Gyeongju (hướng xuống) cho đến tháng 12 năm 1998, khu vực đường được đổi thành 1,12 km ở Wolsan-ri, Naenam-myeon, Gyeongju-si, Gyeongsangbuk-do[93]
- 3 tháng 6 năm 1997: Do việc xây dựng Khu dịch vụ Okcheon (hướng xuống) cho đến tháng 12 năm 1998, khu vực đường đã được thay đổi trong đoạn 1,09 km của Maehwa-ri, Okcheon-eup, Okcheon-gun, Chungcheongbuk-do[94][95]
- 10 tháng 7 năm 1997: Do việc xây dựng khu nghỉ ngơi Sintanjin vào tháng 12 năm 1998, khu vực đường đã được thay đổi trong đoạn 1,96 km của Sangseo-dong, Daedeok-gu, Daejeon[96]
- 12 tháng 7 năm 1997: Đoạn 12,7 km giữa Geumam-ri, Dong-myeon, Okcheon-gun, Chungcheongbuk-do và Busan-ri, Yongsan-myeon, Yeongdong-gun được đổi thành 11,5 km do xây dựng cải thiện hướng tuyến giữa Okcheon và Yeongdong cho đến tháng 12 năm 2001[97]
- 4 tháng 9 năm 1997: Do việc xây dựng Mở rộng làn thu phí tại Gimcheon IC cho đến tháng 12 năm 1998, khu vực đường đã được thay đổi trong đoạn 320m của Gyo-dong, Gimcheon-si, Gyeongsangbuk-do[98]
- 7 tháng 3 năm 1998: Do công việc mở rộng 8 làn xe khứ hồi giữa Gumi ~ Geumho cho đến tháng 12 năm 2002, khu vực đường đã được thay đổi giữa Songcheon-ri, Apo-eup, Gimcheon-si, Gyeongsangbuk-do và Sasu-dong, Buk-gu, Daegu[99]
- 4 tháng 7 năm 1998: Đoạn 360m giữa Seungdu-ri và Jinsa-ri, Gongdo-myeon, Anseong-gun, Gyeonggi-do do việc mở rộng làn đường trạm thu phí Anseong IC cho đến tháng 12 năm 1999, đoạn 220m của Undong-ri, Mokcheon-myeon, Mokcheon-myeon, Cheonan-si, Chungcheongnam-do do thay đổi công việc mở rộng làn đường của trạm thu phí Mokcheon IC[100]
- 26 tháng 8 năm 1998: Di dời Gyeongsan IC[101]
- 21 tháng 9 năm 1998: Đoạn 18,205 km giữa Sasu-dong, Buk-gu và Sinpyeong-dong, Dong-gu, Daegu được đổi thành 18,32 km do dự án mở rộng 8 làn xe khứ hồi giữa Geumho ~ E.Daegu cho đến năm 2002[102]
- 30 tháng 9 năm 1998: Đoạn Hoedeok JC ~ Cheongwon IC dài 14,3 km khứ hồi mở rộng 8 làn xe hoàn thành
- 18 tháng 12 năm 1998: Do việc cải tạo cầu Miho và công việc mở rộng 6 làn xe khứ hồi cho đến tháng 12 năm 2001, khu vực đường đã được thay đổi từ Mihori thành Jeoneup-ri, Duseo-myeon, Ulju-gun, Ulsan[103]
- 25 tháng 2 năm 1999: Do mở rộng tuyến khứ hồi 8 làn xe giữa Cheonan IC ~ Cheonan JC cho đến tháng 12 năm 2003, khu vực đường bộ đã được thay đổi giữa Sinbu-dong và Samryong-dong, Cheonan-si, Chungcheongnam-do[104]
- 29 tháng 3 năm 1999: Do việc xây dựng mở rộng 6 làn xe khứ hồi từ Biryong ~ Okcheon cho đến năm 2003, đoạn 5,82 km giữa Jeungyak-ri, Gunbuk-myeon, Okcheon-gun và Munjeong-ri, Okcheon-eup, Chungcheongbuk-do đã được thay đổi[105]
- 7 tháng 5 năm 1999: Do việc xây dựng cải tiến Yangjae IC cho đến tháng 12 năm 2002, đoạn 1,16 km giữa Yangjae-dong và Wonji-dong, Gangnam-gu, Seoul đã được đổi thành 1,36 km[106]
- 30 tháng 6 năm 1999: Daejeon IC ~ Hoedeok JC dài 5,8 km mở rộng 6 làn xe khứ hồi hoàn thành
- 6 tháng 9 năm 1999: Biryong JC ~ Hoedeok JC dài 9,5 km mở rộng 6 làn xe hoàn thành
- 14 tháng 7 năm 2000: Một thảm họa xảy ra trên đèo Chupungnyeong giữa Gimcheon IC ~ Chupungnyeong IC.
- 5 tháng 9 năm 2000: Khai trương W.Ulsan IC[107]
- 26 tháng 9 năm 2000: Do việc xây dựng thay đổi hướng tuyến giữa Oecheongyo ~ Gadal-dong cho đến năm 2002, đoạn 1,5 km giữa Paldal-dong và Nogok-dong, Buk-gu, Daegu, đã được thay đổi[108]
- 26 tháng 10 năm 2000: Do việc xây dựng mở rộng 8 làn xe khứ hồi giữa E.Daegu ~ Yeongcheon vào năm 2004, khu vực đường bộ đã được thay đổi giữa Dong-gu, Daegu và Bonchon-dong, Yeongcheon-si, Gyeongsangbuk-do[109]
- 16 tháng 3 năm 2001: Thay đổi khu vực đường giữa Dongbu-ri, Eonyang-eup, Ulju-gun, Ulsan ~ Guseo-dong, Geumjeong-gu, Busan, 36,98 km do công việc mở rộng 6 làn xe khứ hồi giữa Eonyang ~ Busan cho đến năm 2005[110]
- 23 tháng 3 năm 2001: Do công việc cải tiến Cheongwon IC cho đến tháng 12 năm 2003, khu vực đường đã được thay đổi một đoạn dài 480m ở Oecheon-ri, Buyong-myeon, Cheongwon-gun, Chungcheongbuk-do[111]
- 25 tháng 8 năm 2001: Thay đổi điểm đầu và điểm cuối từ Seoul → Busan thành Busan → Seoul.[112]
- 28 tháng 9 năm 2001: Đoạn 15,7 km từ Samnak-dong, Gimcheon-si, Gyeongsangbuk-do đến Songcheon-ri, Apo-eup do mở rộng 8 làn xe khứ hồi giữa Gimcheon ~ Gumi vào năm 2005[113], và Hangok-ri, Yongsan-myeon, Yeongdong-gun, Chungcheongbuk-do do dự án mở rộng 6 làn xe giữa Yeongdong ~ Gimcheon [114], khánh thành Gimcheon IC
- 22 tháng 10 năm 2001: Do việc xây dựng cải thiện hướng tuyến giữa Dongi-myeon, Okcheon-gun, Chungcheongbuk-do ~ Yongsan-myeon, Yeongdong-gun, đến tháng 12 năm 2003, đoạn đường 3,7 km đã được thay đổi từ Joryeong-ri, Dong-myeon, Okcheon-gun, Chungcheongbuk-do ~ Sangsu-ri, Yongsan-myeon, Yeongdong-gun[115]
- 6 tháng 12 năm 2001: Do việc xây dựng mở rộng Khu dịch vụ Anseong (hướng xuống) cho đến tháng 12 năm 2002, khu vực đường bộ đã được thay đổi cho một đoạn 200m ở Wolgok-dong, Pyeongtaek-si, Gyeonggi-do[116]
- 18 tháng 2 năm 2002: Do công việc mở rộng 8 làn xe khứ hồi giữa Hannam ~ Banpo vào năm 2004, đầu phía nam của Cầu Hannam ở Jamwon-dong, Seocho-gu, Seoul và Banpo IC ở Banpo-dong, Seoul dài 2,4 km[117]
- 25 tháng 11 năm 2002: Đoạn giữa Yangjae IC ~ Phía nam của cầu Hannam được chỉ định là đường dành riêng cho ô tô.[118]
- 5 tháng 12 năm 2002: Điểm cuối được rút ngắn từ 'Gangnam-gu, Seoul' thành 'Seocho-gu, Seoul'. Do đó, đoạn Yangjae IC ~ Cầu Hannam không còn được chỉ định là cao tốc,[119] đoạn Cheonan JC ~ Cheonan IC dài 6,7 km được mở rộng thành 8 làn xe khứ hồi
- 12 tháng 12 năm 2002: Khai trương Anseong JC
- 23 tháng 12 năm 2002: Khai trương Cheonan JC
- 3 tháng 3 năm 2003: Do mở rộng 8 làn xe khứ hồi giữa Gyeongju IC ~ Eonyang JC cho đến năm 2008, thay đổi đoạn đường dài 26,58 km thuộc Yul-dong, Gyeongju-si, Ulju-gun, Ulsan, Ulsan[120]
- 2 tháng 4 năm 2003: Do việc xây dựng trạm thu phí đơn giản tại Giheung IC cho đến tháng 12 năm 2003, đoạn 200m của Gomae-ri, Giheung-eup, Yongin-si, Gyeonggi-do, đã được thay đổi[121]
- 11 tháng 4 năm 2003: Thay đổi khu vực đường giữa Bonchon-dong, Yeongcheon-si và Yul-dong, Gyeongsangbuk-do trong 28,12 km do việc mở rộng 6-8 làn xe giữa Yeongcheon IC ~ Gyeongju IC cho đến năm 2011[122]
- 19 tháng 8 năm 2003: Do công việc mở rộng đường thu phí Daejeon IC cho đến tháng 12 năm 2004, khu vực đường đã được thay đổi cho một đoạn dài 1 km của Birae-dong, Daedeok-gu, Daejeon[123]
- 1 tháng 10 năm 2003: Thời gian xây dựng mở rộng làn thu phí Busan bị hoãn lại đến tháng 12 năm 2005[124]
- 2003: Mở đường thẳng giữa Đường hầm Yeongdong 1 và Đường hầm Okcheon 1
- 23 tháng 12 năm 2003: Đoạn khứ hồi E.Daegu IC ~ Gimcheon JC dài 71,8 km hoàn thành mở rộng 8 làn xe, Khu dịch vụ Cheongwon mới được khai trương
- 26 tháng 12 năm 2003: Hoàn thành tu sửa Khu dịch vụ Geumgang và mở cửa trở lại
- 29 tháng 12 năm 2003: Khu vực dịch vụ Oksan theo hướng Busan mở cửa trở lại như một khu vực dịch vụ hàng hóa
- 8 tháng 1 năm 2004: Thay đổi khu vực đường giữa Dongbu-ri, Eonyang-eup, Ulju-gun, Ulsan và Guseo-dong, Geumjeong-gu, Busan, 36,98 km, để xây dung Nopo IC vào năm 2005[125]
- 22 tháng 5 năm 2004: Thay đổi khu vực đường giữa Songcheon-ri, Apo-eup, Gimcheon-si, Gyeongsangbuk-do và Sinpyeong-dong, Dong-gu, Daegu để mở rộng đoạn E.Daegu ~ Gumi cho đến tháng 12 năm 2004[126]
- 7 tháng 12 năm 2004: Khánh thành Dodong JC
- 4 tháng 4 năm 2005: Do công việc cải tiến toàn diện cầu Seungdoo cho đến tháng 12 năm 2006, đoạn dài 1,06 km của Seungdu-ri, Gongdo-myeon, Anseong-si, Gyeonggi-do đã được thay đổi[127]
- 23 tháng 6 năm 2005: Do việc xây dựng cải thiện tuyến đường ở Osan-si, Gyeonggi-do cho đến tháng 12 năm 2006, khu vực đường cho đoạn 1 km giữa Won-dong và Osan-dong, Osan-si, Gyeonggi-do đã được xác định[128]
- 4 tháng 11 năm 2005: Khu dịch vụ Oksan (Hướng đi Seoul) đóng cửa
- 14 tháng 11 năm 2005: Hoàn thành mở rộng 6 làn xe từ Guseo IC ~ Yangsan JC đoạn khứ hồi 14,51 km, Khai trương Nopo IC[129]
- 28 tháng 11 năm 2005: Do việc xây dựng Khu dịch vụ Gimcheon cho đến năm 2006, khu vực đường đã được thay đổi từ Gyo-dong, Gimcheon-si, Gyeongsangbuk-do thành Bongsan-ri, Apo-eup, 12,89 km[130]
- 6 tháng 12 năm 2005: Do việc xây dựng cải thiện hướng tuyến ở Nami-myeon, Cheongwon-gun, Chungcheongbuk-do vào năm 2007, diện tích đường giữa Cheoksan-ri và Seoksil-ri, Nam-i-myeon, Cheongwon-gun, thay đổi. Chungcheongbuk-do[131]
- 13 tháng 12 năm 2005: Okcheon IC ~ Jeungyak dài 5,82 km khứ hồi mở rộng 6 làn xe hoàn thành[132]
- 14 tháng 12 năm 2005: Hoàn thành mở rộng 8 làn xe khứ hồi 9,39 km từ Gyeongsan IC ~ E.Daegu IC[133], Yangsan JC ~ Eonyang JC 22,44 km mở rộng 6 làn xe, mở rộng 8 làn xe[134]
- 25 tháng 1 năm 2006: Do mở cửa khu vực tư nhân giữa Daedong JC của Đường cao tốc Jungang và E.Daegu JC, E.Daegu IC được chuyển đến Đường cao tốc Jungang và E.Daegu IC hiện tại được đổi thành E.Daegu JC[135]
- 26 tháng 1 năm 2006: Đoạn 6,83 km giữa điểm cuối phía nam Hannam-daero và Yangjae IC được chỉ định là Tuyến đường thành phố Seoul số 6 hay Đường cao tốc đô thị Gyeongbu[136]
- 30 tháng 3 năm 2006: Mở rộng đoạn Yeongdong ~ Gimcheon lên 6 chuyến khứ hồi, thời gian xây dựng kéo dài bị hoãn đến năm 2006[137]
- 22 tháng 6 năm 2006: Do sự cải tiến của Giheung IC, Suwon IC và Pangyo IC vào năm 2010 và mở rộng trạm thu phí Seoul, khu vực đường đã được thay đổi giữa Gomae-dong, Giheung-gu, Yongin-si, Gyeonggi-do và Pangyo-dong, Bundang-gu, Seongnam-si dài 20.9 km[138]
- 28 tháng 6 năm 2006: Bắt đầu mở rộng từ 8 đến 10 làn đường trong đoạn 28,7 km giữa Giheung IC ~ Pangyo JC
- 27 tháng 10 năm 2006: Do công việc cải tiến Yangjae IC cho đến ngày 31 tháng 12 năm 2008, diện tích đường giữa Yangjae-dong và Wonji-dong, Seocho-gu, Seoul, 1,143 km đã thay đổi[139]
- 8 tháng 11 năm 2006: Đoạn Yeongcheon IC ~ Gyeongsan IC 16,42 km mở rộng khứ hồi 6 đến 8 làn xe hoàn thành[140]
- 13 tháng 12 năm 2006: Hoàn thành mở rộng 6 tuyến khứ hồi từ Gimcheon JC ~ Yeongdong IC dài 47,2 km[141]
- 18 tháng 6 năm 2007: Thay đổi diện tích đường cho đoạn 1,2 km của Yeonhwa-ri, Jicheon-myeon, Chilgok-gun, Gyeongsangbuk-do để xây dựng Chilgok Logistic IC vào năm 2009[142]
- 28 tháng 11 năm 2007: Khai trương Cheongwon JC
- 28 tháng 1 năm 2008: Khai trương Giheung Iseol IC
- 9 tháng 5 năm 2008: Do mở rộng 10 làn đường khứ hồi giữa Giheung ~ Pangyo, khu vực đường bộ đã được thay đổi giữa Yeongcheon-ri, Dongtan-myeon, Hwaseong-si, Gyeonggi-do và Pangyo-dong, Bundang-gu, Seongnam-si, Gyeonggi-do 20,9 km[143]
- 11 tháng 6 năm 2008: Khai trương Pangyoimsi IC
- 1 tháng 7 năm 2008: Từ Osan IC đến Cầu Hannam, hệ thống làn đường dành riêng cho xe buýt trong tuần bắt đầu được thí điểm từ 6:00 đến 22:00 các ngày trong tuần. Làn xe buýt cuối tuần là từ Cầu Hannam đến Shintanjin IC và thời gian hoạt động giống như các ngày trong tuần.
- 3 tháng 9 năm 2008: Khai trương hoàn toàn Giheung Iseol IC và đóng đường vào Giheung IC hướng Busan và Seoul[144]
- 1 tháng 10 năm 2008: Hệ thống làn đường dành riêng cho xe buýt vào các ngày trong tuần bắt đầu được triển khai đầy đủ. Làn đường dành riêng vào các ngày trong tuần chạy từ Osan IC đến đầu phía nam của Cầu Hannam và thời gian thực hiện đã được thay đổi từ 7:00 thành 21:00 (giảm 2 giờ). Thời gian hoạt động của làn đường dành riêng vào cuối tuần đã được thay đổi từ 9:00 thành 21:00.
- 8 tháng 12 năm 2008: Do việc xây dựng N.Cheonan IC vào năm 2011, khu vực đường đã được thay đổi từ Guseo-dong, Geumjeong-gu, Busan ~ Apgujeong-dong, Gangnam-gu, Seoul, 417,48 km[145]
- 11 tháng 2 năm 2009: Do công việc mở rộng 6 làn xe khứ hồi giữa Yeongdong ~ Okcheon cho đến năm 2012, khu vực đường bộ đã được thay đổi cho đoạn 7.067 km giữa Hangok-ri ~ Sangsang-ri, Yongsan-myeon, Yeongdong-gun, Chungcheongbuk-do[146]
- 10 tháng 3 năm 2009: Khởi công xây dựng tuyến khứ hồi 6 làn xe giữa Yeongdong IC ~ Cheongseong dài 7,1 km[147]
- 29 tháng 10 năm 2009: Khai trương Dongtan JC
- 29 tháng 12 năm 2009: Khai trương Chilgok Logistic IC[148], do việc xây dựng Donggimcheon IC cho đến tháng 12 năm 2012, khu vực đường bộ đã được thay đổi giữa Chogok-ri, Nam-myeon và Sinchon-ri, Nongso-myeon, Gimcheon-si, Gyeongsangbuk-do[149]
- 13 tháng 4 năm 2010: Đoạn 12,03 km hiện có giữa Geumam-ri, Dong-myeon, Okcheon-gun và Jocheon-ri, Cheongseong-myeon bị bãi bỏ do hoàn thành dự án cải tạo tuyến giữa Cheongseong ~ Dongi.[150]
- 1 tháng 9 năm 2010: Cheonan IC ~ Yangjae IC đặt giới hạn tốc độ tối đa là 110 km/h và tối thiểu là 50 km/h[151][152]
- 28 tháng 12 năm 2010: Đoạn 423,2 km từ Guseo IC ~ Cầu Hannam được công bố là Đường cao tốc Gyeongbu[153]
- 1 tháng 1 năm 2011: Từ Shintanjin IC ~ cầu Hannam, thời gian hoạt động của làn xe buýt cuối tuần được thay đổi từ 9:00 đến 21:00 thành 7:00 đến 21:00, giống như các ngày trong tuần (tăng thêm 2 giờ). Ngoài ra, đối với các ngày Seollal, Chuseok và ngày hôm trước kéo dài thời gian thực hiện từ 7 giờ đến 1 giờ sáng hôm sau.
- 26 tháng 5 năm 2011: Là một phần của chính sách Design Seoul, bảng hiệu của Trạm thu phí Seoul đã được đổi thành bảng hiệu bằng phông chữ Seoul[154]
- Không rõ ngày vào năm 2011: Giheung Iseol IC đổi thành Giheung Dongtan IC, Pangyo IC tạm thời đổi thành Daewang–Pangyo IC và Daewang–Pangyo IC trở thành nút giao thông chính thức
- 25 tháng 8 năm 2011: Khu dịch vụ Eonyang (Hướng đi Busan) đóng cửa, Khu dịch vụ Tongdosa được mở tại địa điểm Tongdosa IC cũ
- 31 tháng 10 năm 2011: Khởi công xây dựng mở rộng 10 làn xe khứ hồi từ Pangyo JC ~ Yangjae IC dài 7,5 km[155]
- 27 tháng 12 năm 2011: Khai trương Tongdosa Hi-Pass IC tại Khu dịch vụ Tongdosa hướng đi Busan[156]
- 28 tháng 12 năm 2011 : Mở rộng 6 làn xe khứ hồi giữa Yeongcheon IC ~ Eonyang JC dài 54,8 km và khởi công xây dựng Boggye IC
- 4 tháng 1 năm 2012: Thay đổi khu vực đường cho đoạn 170m của Banje-ri, Wongok-myeon, Anseong-si, Gyeonggi-do để mở rộng Khu dịch vụ Anseong[157]
- 16 tháng 4 năm 2012: Thay đổi vùng đường giữa Dongbu-ri, Eonyang-eup, Ulju-gun, Ulsan và Bonchon-dong, Yeongcheon-si, Gyeongsangbuk-do dài 55,03 km do mở rộng 6 làn xe khứ hồi giữa Eonyang ~ Yeongcheon vào năm 2016[158]
- 25 tháng 9 năm 2012: Khai trương E.Gimcheon IC, N.Cheonan IC[159]
- 15 tháng 7 năm 2013: Tuyến đường Yangjae-daero 12-gil (còn gọi là Shinyangjae IC) được khai trương
- 10 tháng 10 năm 2014: Do công việc mở rộng 6 làn xe khứ hồi giữa Yeongdong ~ Okcheon cho đến tháng 12 năm 2015, vùng đường thay đổi giữa Hangok-ri ~ Sangsang-ri, Yongsan-myeon, Yeongdong-gun, Chungcheongbuk-do dài 7.067 km[160]
- 11 tháng 11 năm 2014: Thay đổi diện tích đường giữa Sasong-ri, Dong-myeon, Sunji-ri, Habuk-myeon, Yangsan-si, Gyeongsangnam-do dài 869m để mở rộng khu dịch vụ Tongdosa và lắp đặt Tongdosa Hi-pass IC vào năm 2016[161]
- 1 tháng 12 năm 2014: Cheongwon IC đổi thành S.Cheongju IC và Cheongwon JC đổi thành Cheongju JC
- 1 tháng 1 năm 2015: Suwon IC đổi thành Suwon–Singal IC
- 27 tháng 3 năm 2015: Bộ Đất đai, Cơ sở hạ tầng và Giao thông chỉ định điểm bắt đầu là 'Guseong-dong, Geumjeong-gu, Busan' và điểm kết thúc là 'Yangjae-dong, Seocho-gu, Seoul'[162]
- Tháng 7 năm 2015: Thỏa thuận kết nối hướng Seongnam JC hướng đi Busan được ký kết[163]
- 30 tháng 7 năm 2015: Hoàn thành mở rộng sớm với 10 làn xe khứ hồi giữa Pangyo JC ~ Yangjae IC dài 7,5 km[155][164]
- Mở rộng tạm thời và mở 6 làn xe khứ hồi từ Yeongdong IC ~ Cheongseong 7,1 km[165][166] và đóng cửa Đường hầm Yeongdong hiện có
- 21 tháng 10 năm 2015: Do việc xây dựng mở rộng đường vào Osan IC cho đến ngày 31 tháng 12 năm 2016, khu vực đường đã được thay đổi từ Bora-dong, Giheung-gu, Yongin-si, Gyeonggi-do thành Cheokbuk-ri, Nam-myeon, Seowon-gu, Cheongju-si, Chungcheongbuk-do[167]
- 19 tháng 11 năm 2015: Do công việc xây dựng ga Dongcheon EX-Hub vào năm 2016, Dongcheon-dong, Suji-gu, Yongin-si, Gyeonggi-do, và Gumi-dong, Bundang-gu, Seongnam-si, đoạn đường 572m thay đổi vùng[168]
- 25 tháng 11 năm 2015: Khu dịch vụ Cheongwon đổi thành khu dịch vụ Cheongju[169]
- Tháng 12 năm 2015: Hoàn thành mở rộng 6 làn xe khứ hồi giữa Yeongdong IC ~ Cheongseong dài 7,1 km
- 14 tháng 1 năm 2016: Quyết định khu vực đường Osan-ri ~ Deokchon-ri, Oksan-myeon, Heungdeok-gu, Cheongju-si, Chungcheongbuk-do dài 1,6 km do xây dựng Oksan Hi-pass IC vào năm 2016[170]
- Tháng 3 năm 2016: Khởi công xây dựng đường kết nối từ Seongnam JC hướng đi Busan[163]
- Tháng 4/2016: Ký thỏa thuận kết nối 2 chiều với Seongnam JC[163]
- 8 tháng 6 năm 2016: Do mở rộng đoạn Yeongdong ~ Okcheon thành 6 làn khứ hồi, đoạn Hangok-ri ~ Busan-ri, Yongsan-myeon, Yeongdong-gun, Chungcheongbuk-do dài 7,07 km đã được thay đổi và bãi bỏ đoạn 4,3 km hiện có[171]
- 20 tháng 7 năm 2016: Do việc xây dựng mở rộng lối rẽ phải tại Osan IC cho đến ngày 31 tháng 12 năm 2016, khu vực đường đã được thay đổi ở đoạn Won-dong, Osan-si, Gyeonggi-do[172]
- 1 tháng 9 năm 2016: Cheonan IC ~ Yangjae IC đặt giới hạn tốc độ tối đa là 110 km/h và tối thiểu là 50 km/h[173]
- 9 tháng 9 năm 2016: Khánh thành Tongdosa Hi-Pass IC hướng đi Seoul[174]
- 19 tháng 10 năm 2016: Do việc xây dựng Namsa IC, đoạn đường dài 2,06 km giữa Bongmyeong-ri, Namsa-myeon, Cheoin-gu, Yongin-si, Gyeonggi-do và Eunsan-ri, Jinwi-myeon, Pyeongtaek-si, Gyeonggi-do đã thay đổi[175]
- Tháng 11 năm 2016: Khởi công xây dựng Seongnam JC[163]
- 26 tháng 12 năm 2016: Khánh thành Oksan IC hướng đi Seoul[176]
- 6 tháng 1 năm 2017: Thời gian dự án Namsa IC được xác định là tháng 4 năm 2019[177]
- 9 tháng 2 năm 2017: Do việc xây dựng đường kết nối với Seongnam JC hướng đi Seoul cho đến tháng 7 năm 2018, khu vực đường bộ đã thay đổi 1,3 km ở Geumto-dong, Sujeong-gu, Seongnam-si, Gyeonggi-do[178]
- 4 tháng 5 năm 2017: Do việc xây dựng đường vào Pangyo IC cho đến tháng 12 năm 2017, khu vực đường thay đổi trong đoạn 438m của Sampyeong-dong, Bundang-gu, Seongnam-si, Gyeonggi-do[179]
- 16 tháng 5 năm 2017: Do việc mở rộng đoạn Yeongdong ~ Okcheon vào năm 2021, đoạn đường dài 3,494 km đã được thay đổi từ Jiyang-ri ~ Okcheon-eup, Munjeong-ri, Dongi-myeon, Okcheon-gun, Chungcheongbuk-do[180]
- 22 tháng 5 năm 2017: Do việc xây dựng kéo dài khu vực đô thị mới Dongtan 2 cho đến tháng 6 năm 2020, khu vực đường thay đổi giữa Banggyo-ri và Yeongcheon-dong dài 4,7 km ở Dongtan-myeon, Hwaseong-si, Gyeonggi-do[181]
- 14 tháng 6 năm 2017: Hwalcheon IC mở cửa[182]
- 22 tháng 6 năm 2017: Khánh thành Oksan IC hướng tới Busan[183]
- 28 tháng 6 năm 2017: Khánh thành Yeongcheon JC
- 23 tháng 8 năm 2017: Khánh thành trạm thu phí tại Khu dịch vụ Geumgang[184]
- 10 tháng 10 năm 2017: Thay đổi khu vực đường cho đoạn Cheokbuk-ri, Nam-myeon, Seowon-gu, Cheongju-si, Yongin-si, Gyeonggi-do đến Bora-dong, Giheung-gu, Yongin-si, Gyeonggi-do dài 94,8 km để mở rộng đường vào Osan IC cho đến ngày 31 tháng 12 năm 2018[185]
- 27 tháng 12 năm 2017: Khánh thành Pangyo IC đến Thung lũng Công nghệ Pangyo hướng đi Seoul[186]
- 28 tháng 12 năm 2017: Khánh thành Nopo JC
- 13 tháng 1 năm 2018: Khánh thành Oksan JC
- 12 tháng 7 năm 2018: Mở Geumto JC[187]
- 12 tháng 12 năm 2018: Mở rộng 6 làn xe khứ hồi đoạn Yeongcheon IC ~ Eonyang JC dài 55,03 km [188] tăng phí đoạn W.Ulsan IC ~ Yeongcheon IC[189]
- 27 tháng 12 năm 2018: Khánh thành Geumto JC[190]
- 3 tháng 1 năm 2019: Thay đổi vùng đường cho đoạn 2,18 km Gongse-dong, Giheung-gu, Yongin-si, Gyeonggi-do để cải thiện Giheung IC cho đến tháng 12 năm 2020[191]
- 28 tháng 1 năm 2019: Trong quá trình xây dựng mở rộng đoạn Giheung ~ Pangyo, đoạn dốc vào Dongtan của Giheung-Dongtan IC đã bị bỏ qua, do đó, khu vực đường đã được thay đổi từ Yeongcheon-ri, Dongtan-myeon, Hwaseong-si, Gyeonggi-do đến Pangyo-dong, Bundang-gu, Seongnam-si dài 20,9 km[192]
- 3 tháng 9 năm 2019: Thay đổi khu vực đường giữa Yeongcheon-ri, Dongtan-myeon, Hwaseong-si, Gyeonggi-do ~ Pangyo-dong, Bundang-gu, Seongnam-si dài 20,9 km, để xây dựng đường vào Giheung-Dongtan IC vào năm 2020[193]
- 25 tháng 9 năm 2019: Thay đổi khu vực đường cho đoạn 600m của Jeungyak-ri, Gunbuk-myeon, Okcheon-gun, Chungcheongbuk-do để cải thiện cơ sở vật chất theo hướng Trạm nghỉ Okcheon Seoul cho đến ngày 31 tháng 12 năm 2019[194]
- 28 tháng 9 năm 2019: Đoạn kết nối tiếp cận Giheung-Dongtan IC theo hướng Dongtan (Seoku-dong, Hwaseong-si, Gyeonggi-do) đoạn 220m được mở[195]
- 26 tháng 11 năm 2019: Khu nghỉ ngơi Cheonan đổi thành Khu nghỉ ngơi Cheonan Hodu và Khu nghỉ ngơi lối vào đổi thành Khu nghỉ ngơi nho Ipjang Geobong[196]
- Tháng 12 năm 2019: Giới thiệu hệ thống Hi-Pass nhiều làn tại Trạm thu phí Busan
- 27 tháng 12 năm 2019: Giới thiệu hệ thống đường cao tốc cho đường nhiều làn theo hướng Seoul tại Trạm thu phí Seoul[197]
- 30 tháng 12 năm 2019: Giới thiệu hệ thống Hi-Pass cho đường nhiều làn hướng Busan tại Trạm thu phí Seoul[197]
- 11 tháng 12 năm 2020: Khai trương W.Ulju JC
- 18 tháng 5 năm 2021: Thay đổi diện tích đường trong đoạn 800m của Sindae-dong, Daedeok-gu, Daejeon cho công việc xây dựng Hoedeok IC cho đến ngày 31 tháng 12 năm 2025[198]
- 1 tháng 12 năm 2021: Khánh thành N.Gumi IC[199]
- 20 tháng 4 năm 2022: Bắt đầu xây dựng Hoedeok IC[200]
- 3 tháng 6 năm 2022: Khánh thành Namsa ~ Jinwi IC[201]
- 23 tháng 12 năm 2022: Mở rộng 6 làn xe đoạn dài 3,49 km giữa Dongi ~ Okcheon IC[202]
- 24 tháng 3 năm 2023: Khai trương Đường hầm giữa Dongtan JC ~ Giheung-Dongtan IC (Hướng đi Seoul)[203][204]
- 28 tháng 3 năm 2024: Khai trương Đường hầm giữa Giheung Dongtan IC ~ Dongtan JC (Hướng đi Busan).

## Ngày mở cửa từng đoạn
| Đoạn                   | Chiều dài(km) | Ngày khai trương | Năm  |
| ---------------------- | ------------- | ---------------- | ---- |
| Seoul ~ Suwon (Singal) | 22.4          | 21 tháng 12      | 1968 |
| Suwon (Singal) ~ Osan  | 13.8          | 30 tháng 12      | 1968 |
| Osan ~ Cheonan         | 38.1          | 2 tháng 9        | 1969 |
| Cheonan ~ Daejeon      | 67.0          | 10 tháng 12      | 1969 |
| Daegu ~ Busan          | 123           | 29 tháng 12      | 1969 |
| Daegu ~ Daejeon        | 152.0         | 7 tháng 7        | 1970 |

## Chi tiết tuyến đường

### Số làn đường
| Đoạn                                      | Số làn            |
| ----------------------------------------- | ----------------- |
| Yangjae IC ~ Pangyo IC                    | Khứ hồi 10 làn xe |
| Pangyo IC ~ Seoul TG                      | Khứ hồi 12 làn xe |
| Seoul TG ~ Giheung IC                     | Khứ hồi 8 làn xe  |
| Giheung IC ~ Osan IC                      | Khứ hồi 10 làn xe |
| Osan IC ~ Mokcheon IC                     | Khứ hồi 8 làn xe  |
| Mokcheon IC ~ Nami JC                     | Khứ hồi 6 làn xe  |
| Nami JC ~ Cheongju JC                     | Khứ hồi 10 làn xe |
| Cheongju JC~ Hoedeok JC                   | Khứ hồi 8 làn xe  |
| Hoedeok JC~ Hầm Samyang                   | Khứ hồi 6 làn xe  |
| Hầm Samyang ~ Hầm Yeongdong 1 (Yeongdong) | Khứ hồi 4 làn xe  |
| Hầm Yeongdong 1 (Yeongdong) ~ Gimcheon JC | Khứ hồi 6 làn xe  |
| Gimcheon JC ~ Gyeongsan IC                | Khứ hồi 8 làn xe  |
| Gyeongsan IC ~ Yangsan IC                 | Khứ hồi 6 làn xe  |
| Yangsan IC ~ Yangsan JC                   | Khứ hồi 8 làn xe  |
| Yangsan JC ~ Busan IC                     | Khứ hồi 6 làn xe  |

### Tổng chiều dài
- 416.1 km

### Tốc độ giới hạn
| Đoạn                    | Tốc độ                             |
| ----------------------- | ---------------------------------- |
| Guseo IC ~ Cheonan IC   | Tối đa 100 km/h, Tối thiểu 50 km/h |
| Cheonan IC ~ Yangjae IC | Tối đa 110 km/h, Tối thiểu 50 km/h |

### Đường hầm
| Tên hầm              | Vị trí                                                                        | Chiều dài | Năm hoàn thành | Ghi chú           |
| -------------------- | ----------------------------------------------------------------------------- | --------- | -------------- | ----------------- |
| Hầm Gyeongju         | Seomyeon · Geoncheon-eup, Gyeongju-si, Gyeongsangbuk-do                       | 152m      | 1969           | Hướng đi Seoul(0) |
| Hầm Gyeongju         | Seomyeon · Geoncheon-eup, Gyeongju-si, Gyeongsangbuk-do                       | 138m      | 1969           | Hướng đi Seoul(1) |
| Hầm Gyeongju         | Seomyeon · Geoncheon-eup, Gyeongju-si, Gyeongsangbuk-do                       | 185m      | 2018           | Hướng đi Busan    |
| Hầm Hwanggan         | Chupungnyeong-myeon · Hwanggan-myeon, Yeongdong-gun, Chungcheongbuk-do        | 624m      | 2006           | Hướng đi Seoul    |
| Hầm Hwanggan         | Chupungnyeong-myeon · Hwanggan-myeon, Yeongdong-gun, Chungcheongbuk-do        | 615m      | 2006           | Hướng đi Busan    |
| Hầm Yeongdong 3      | Yongsan-myeon, Yeongdong-gun, Chungcheongbuk-do                               | 484m      | 2015           | Hướng đi Seoul    |
| Hầm Yeongdong 3      | Yongsan-myeon, Yeongdong-gun, Chungcheongbuk-do                               | 587m      | 2015           | Hướng đi Busan    |
| Hầm Yeongdong 2      | Yongsan-myeon, Yeongdong-gun, Chungcheongbuk-do                               | 584m      | 2015           | Hướng đi Seoul    |
| Hầm Yeongdong 2      | Yongsan-myeon, Yeongdong-gun, Chungcheongbuk-do                               | 654m      | 2015           | Hướng đi Busan    |
| Hầm Yeongdong 1      | Yongsan-myeon · Simcheon-myeon, Yeongdong-gun, Chungcheongbuk-do              | 578m      | 2003           | Hướng đi Seoul    |
| Hầm Yeongdong 1      | Yongsan-myeon · Simcheon-myeon, Yeongdong-gun, Chungcheongbuk-do              | 618m      | 2003           | Hướng đi Busan    |
| Hầm Okcheon 4        | Cheongseong-myeon, Okcheon-gun, Chungcheongbuk-do                             | 873m      | 2003           | Hướng đi Seoul    |
| Hầm Okcheon 4        | Cheongseong-myeon, Okcheon-gun, Chungcheongbuk-do                             | 868m      | 2003           | Hướng đi Busan    |
| Hầm Okcheon 3        | Cheongseong-myeon, Okcheon-gun, Chungcheongbuk-do                             | 1,593m    | 2003           | Hướng đi Seoul    |
| Hầm Okcheon 3        | Cheongseong-myeon, Okcheon-gun, Chungcheongbuk-do                             | 1,613m    | 2003           | Hướng đi Busan    |
| Hầm Okcheon 2        | Dong-myeon, Okcheon-gun, Chungcheongbuk-do                                    | 212m      | 2003           | Hướng đi Seoul    |
| Hầm Okcheon 2        | Dong-myeon, Okcheon-gun, Chungcheongbuk-do                                    | 210m      | 2003           | Hướng đi Busan    |
| Hầm Okcheon 1        | Dong-myeon, Okcheon-gun, Chungcheongbuk-do                                    | 690m      | 2003           | Hướng đi Seoul    |
| Hầm Okcheon 1        | Dong-myeon, Okcheon-gun, Chungcheongbuk-do                                    | 681m      | 2003           | Hướng đi Busan    |
| Hầm Samyang          | Okcheon-eup, Okcheon-gun, Chungcheongbuk-do                                   | 361m      | 2005           | Hướng đi Seoul    |
| Hầm Samyang          | Okcheon-eup, Okcheon-gun, Chungcheongbuk-do                                   | 336m      | 2005           | Hướng đi Busan    |
| Hầm Jeungyak         | Gunbuk-myeon, Okcheon-gun, Chungcheongbuk-do Daecheong-dong, Dong-gu, Daejeon | 755m      | 1999           |                   |
| Hầm Daejeon          | Daecheong-dong, Dong-gu, Daejeon Birae-dong, Daedeok-gu, Daejeon              | 812m      | 1999           | Hướng đi Seoul    |
| Hầm Daejeon          | Daecheong-dong, Dong-gu, Daejeon Birae-dong, Daedeok-gu, Daejeon              | 796m      | 1999           | Hướng đi Busan    |
| Hầm Gyeongbu Dongtan | Dongtan-dong, Hwaseong-si, Gyeonggi-do                                        | 1,200m    | 2023           | Hướng đi Seoul    |
| Hầm Gyeongbu Dongtan | Dongtan-dong, Hwaseong-si, Gyeonggi-do                                        | 1,200m    | 2024           | Hướng đi Busan    |

## Nút giao thông · Giao lộ
- IC: Nút giao thông, JC: Giao lộ, TG: Trạm thu phí, SA: Khu vực dịch vụ.
- Đơn vị đo khoảng cách là km.
- Đối với các đoạn trùng nhau, hãy tham khảo màu nền của trường số.
  - Màu xanh lam nhạt (■): Đi trùng với Đường cao tốc Jungang
  - Màu xanh lá cây nhạt (■): Đi trùng với Đường cao tốc Seosan–Yeongdeok
  - Màu xanh da trời nhạt (■): Đi trùng với Đường cao tốc Dangjin–Cheongju

| Số                                                                          | Tên                             | Tên                          | Khoảng cách | Tổng khoảng cách | Kết nối | Vị trí            | Vị trí        | Ghi chú |
| Số                                                                          | Tiếng Anh                       | Hangul                       | Khoảng cách | Tổng khoảng cách | Kết nối | Vị trí            | Vị trí        | Ghi chú |
| --------------------------------------------------------------------------- | ------------------------------- | ---------------------------- | ----------- | ---------------- | --- | ----------------- | ------------- | --- |
|                                                                             | Busan                           | 부산기점                     | -           | 0.00             | Đường Xuyên Á 6 Quốc lộ 7 (Jungang-daero) Tuyến đường thành phố Busan số 61 (Jangang-daero) Geumjeong-ro                                                                 | Busan             | Geumjeong-gu  | Theo hướng của Seoul, các quy định hạn chế giao thông không được thực thi trên đoạn giữa Busan và Quảng trường Họp Guseo-dong (Khi đi vào Trung tâm Văn hóa Geumjeong hoặc Trường Trung học Nữ sinh Dongnae)          |
| 1                                                                           | Guseo                           | 구서                         | 0.60        | 0.60             | Đường Xuyên Á 1 Tuyến đường thành phố Busan số 11 (Byeonyeong-ro) | Busan             | Geumjeong-gu  | |
| 1-1                                                                         | Yeongnak                        | 영락                         |             |                  | Geumjeongdoseogwan-ro | Busan             | Geumjeong-gu  | Chỉ vào theo hướng Busan và ra theo hướng Seoul Không được vào ngoại trừ Công viên Yeongnak |
| TG                                                                          | Busan TG                        | 부산 요금소                  |             |                  | | Busan             | Geumjeong-gu  | Trạm thu phí chính |
| 2                                                                           | Nopo                            | 노포                         | 4.48        | 5.08             | Đường Xuyên Á 6 Quốc lộ 7 (Jungang-daero) Tuyến đường thành phố Busan số 61 (Jangang-daero) Gobun-ro·Cheyukgongwon-ro 399beon-gil                                        | Busan             | Geumjeong-gu  | Chỉ được phép vào hướng Seoul và ra hướng Busan. |
| 2-1                                                                         | Nopo JC                         | 노포 분기점                  | 4.48        | 5.08             | Đường cao tốc vành đai ngoài Busan | Busan             | Geumjeong-gu  | Đối với hướng Busan, không thể đi vào Đường cao tốc vành đai ngoài Busan (Hướng đi Gimhae), trong trường hợp hướng Seoul, không thể đi vào Đường cao tốc vành đai ngoài Busan (Hướng đi Busan).                       |
| SA                                                                          | Yangsan SA                      | 양산휴게소                   |             |                  | | Gyeongsangnam-do  | Yangsan-si    | Hướng đi Seoul |
| 3                                                                           | Yangsan JC                      | 양산 분기점                  | 7.76        | 12.84            | Tuyến nhánh đường cao tốc Jungang | Gyeongsangnam-do  | Yangsan-si    | |
| 4                                                                           | Yangsan                         | 양산                         | 5.10        | 17.94            | Quốc lộ 35 (Yangsan-daero) | Gyeongsangnam-do  | Yangsan-si    | |
| 4-1 SA                                                                      | Tongdosa Hipass Tongdosa SA     | 통도사 하이패스 통도사휴게소 | 12.76       | 30.70            | Quốc lộ 35 (Yangsan-daero) | Gyeongsangnam-do  | Yangsan-si    | Hướng đi Busan Nút giao chỉ có Hi-Pass Chỉ được vào hướng Busan và ra hướng Seoul Song song với trạm xe buýt Tongdosa IC cũ                                                                                           |
| 5                                                                           | Tongdosa                        | 통도사                       | 1.35        | 32.05            | Quốc lộ 35 (Bangu-daero) | Ulsan             | Ulju-gun      | |
| 5-1                                                                         | W.Ulju JC                       | 서울주 분기점                |             |                  | Đường cao tốc Hamyang–Ulsan | Ulsan             | Ulju-gun      | |
| 6                                                                           | W.Ulsan                         | 서울산                       | 6.43        | 38.48            | Quốc lộ 35 (Bangu-daero) | Ulsan             | Ulju-gun      | |
| 7                                                                           | Eonyang JC                      | 언양 분기점                  | 1.63        | 40.11            | Đường cao tốc Ulsan ( Đường cao tốc Donghae) | Ulsan             | Ulju-gun      | Kết nối gián tiếp với Đường cao tốc Donghae khi đi vào hướng Beomseo |
| SA                                                                          | Eonyang SA                      | 언양휴게소                   |             |                  | | Ulsan             | Ulju-gun      | Hướng đi Seoul |
| 8                                                                           | Hwalcheon                       | 활천                         | 17.19       | 57.30            | Halcheonnaewa-ro ( Quốc lộ 35 (Bangu-daero)) | Ulsan             | Ulju-gun      | |
| SA                                                                          | Gyeongju SA                     | 경주휴게소                   |             |                  | | Gyeongsangbuk-do  | Gyeongju-si   | Hướng đi Busan |
| 9                                                                           | Gyeongju                        | 경주                         | 10.96       | 68.26            | Quốc lộ 35 (Bangu-daero·Seorabeol-daero) | Gyeongsangbuk-do  | Gyeongju-si   | |
| SA                                                                          | Geoncheon SA                    | 건천휴게소                   |             | 75.9             | | Gyeongsangbuk-do  | Gyeongju-si   | Cả hai chiều |
| 10                                                                          | Geoncheon                       | 건천                         | 10.40       | 78.66            | Quốc lộ 20 (Geonposaneop-ro·Danseok-ro) | Gyeongsangbuk-do  | Gyeongju-si   | |
| 10-1                                                                        | Yeongcheon JC                   | 영천 분기점                  |             | 90.7             | Đường cao tốc Sangju–Yeongcheon | Gyeongsangbuk-do  | Yeongcheon-si | Chỉ có thể vào Đường cao tốc Sangju–Yeongcheon từ hướng Yeongcheon → hướng Busan hoặc từ hướng Seoul → hướng Sangju                                                                                                   |
| 11                                                                          | Yeongcheon                      | 영천                         | 17.73       | 96.39            | Yeongcheon IC-ro ( Quốc lộ 4 (Daegyeong-ro)) ( Quốc lộ 35 (Daegyeong-ro))                                                                                                | Gyeongsangbuk-do  | Yeongcheon-si | |
| SA                                                                          | Pyeongsa SA                     | 평사휴게소                   |             | 105.7            | | Gyeongsangbuk-do  | Gyeongsan-si  | Hướng đi Busan |
| SA                                                                          | Gyeongsan SA                    | 경산휴게소                   |             | 110.8            | | Gyeongsangbuk-do  | Gyeongsan-si  | Hướng đi Seoul |
| 12                                                                          | Gyeongsan                       | 경산                         | 16.45       | 112.84           | Tỉnh lộ 919 (Daehak-ro) (Tỉnh lộ 69 (Damun-ro·Daehak-ro)) | Gyeongsangbuk-do  | Gyeongsan-si  | |
| 13                                                                          | E.Daegu JC                      | 동대구 분기점                | 9.27        | 122.11           | Đường cao tốc Jungang Đường cao tốc vành đai ngoài Daegu | Daegu             | Dong-gu       | Kết nối với Sangmae JC Trong trường hợp đi theo hướng Busan, không thể đi vào Đường cao tốc vành đai ngoài Daegu. |
| 14                                                                          | Dodong JC                       | 도동 분기점                  | 4.08        | 126.19           | Đường cao tốc Saemangeum–Pohang | Daegu             | Dong-gu       | Kết nối với Palgongsan IC trên Đường cao tốc Saemangeum–Pohang |
| 16                                                                          | N.Daegu                         | 북대구                       | 7.68        | 133.87           | Tuyến đường thành phố Daegu số 12 (Seobyeonnam-ro) | Daegu             | Buk-gu        | |
| 17                                                                          | Geumho JC                       | 금호 분기점                  | 5.48        | 139.35           | Đường cao tốc Jungang Đường cao tốc nhánh Jungbu Naeryuk | Daegu             | Buk-gu        | |
| 17-1                                                                        | Chilgok JC                      | 칠곡 분기점                  |             |                  | Đường cao tốc vành đai ngoài Daegu | Gyeongsangbuk-do  | Chilgok-gun   | |
| 18                                                                          | Chilgok Logistics Term.         | 칠곡물류                     | 10.74       | 150.09           | Quốc lộ 4 (Chigok-daero) Geumho-ro | Gyeongsangbuk-do  | Chilgok-gun   | |
| 19                                                                          | Waegwan                         | 왜관                         | 3.18        | 153.27           | Quốc lộ 4 (Chigok-daero) Tỉnh lộ 79 (Chigok-daero·Hoguk-ro) | Gyeongsangbuk-do  | Chilgok-gun   | |
| SA                                                                          | Chilgok SA                      | 칠곡휴게소                   |             |                  | | Gyeongsangbuk-do  | Chilgok-gun   | Cả hai chiều |
| 20                                                                          | S.Gumi                          | 남구미                       | 13.98       | 167.25           | Nakdonggangbyeon-ro ( Quốc lộ 33 (Gangbyeonseo-ro)) | Gyeongsangbuk-do  | Gumi-si       | Nakdong IC cũ |
| 21                                                                          | Gumi                            | 구미                         | 5.07        | 172.32           | Tỉnh lộ 514 (Gumi-daero·Gumijungang-ro) | Gyeongsangbuk-do  | Gumi-si       | |
| 21-1                                                                        | N.Gumi                          | 북구미                       | 6.96        | 179.28           | Songseon-ro | Gyeongsangbuk-do  | Gumi-si       | Nút giao chỉ có Hi-Pass |
| 22                                                                          | Gimcheon JC                     | 김천 분기점                  | 3.90        | 183.18           | Đường cao tốc Jungbu Naeryuk | Gyeongsangbuk-do  | Gimcheon-si   | |
| 22-1                                                                        | E.Gimcheon                      | 동김천                       | 8.82        | 192.00           | Quốc lộ 3 (Gimcheonsunhwan-ro) ( Quốc lộ 59 (Gimseon-ro·Hwangyeong-ro))                                                                                                  | Gyeongsangbuk-do  | Gimcheon-si   | |
| SA                                                                          | Gimcheon SA                     | 김천휴게소                   |             |                  | | Gyeongsangbuk-do  | Gimcheon-si   | Cả hai chiều |
| 23                                                                          | Gimcheon                        | 김천                         | 8.27        | 200.27           | Tỉnh lộ 514 (Yeongnam-daero) ( Quốc lộ 4 (Yeongnam-daero·Songseol-ro))                                                                                                   | Gyeongsangbuk-do  | Gimcheon-si   | |
| 24 SA                                                                       | Chupungnyeong Chupungnyeong SA  | 추풍령 추풍령휴게소          | 12.05       | 212.32           | Bongsan-ro ( Quốc lộ 4 (Yeongnam-daero) | Gyeongsangbuk-do  | Gimcheon-si   | Cả hai chiều |
| 25                                                                          | Hwanggan                        | 황간                         | 10.06       | 222.38           | Tỉnh lộ 68 (Yeongdonghwanggan-ro) | Chungcheongbuk-do | Yeongdong-gun | |
| SA                                                                          | Hwanggan SA                     | 황간휴게소                   |             |                  | | Chungcheongbuk-do | Yeongdong-gun | Cả hai chiều |
| 26                                                                          | Yeongdong                       | 영동                         | 9.89        | 232.27           | Quốc lộ 19 (Nambu-ro) Tỉnh lộ 514 (Nambu-ro·Yongsan-ro) | Chungcheongbuk-do | Yeongdong-gun | |
| 27 SA                                                                       | Geumgang Geumgang SA            | 금강 금강휴게소              | 16.04       | 248.31           | Geumgang-ro | Chungcheongbuk-do | Okcheon-gun   | Cả hai chiều |
| SA                                                                          | Okcheon SA                      | 옥천휴게소                   |             |                  | | Chungcheongbuk-do | Okcheon-gun   | Cả hai chiều |
| 28                                                                          | Okcheon                         | 옥천                         | 11.40       | 259.71           | Dongbu-ro·Jungang-ro | Chungcheongbuk-do | Okcheon-gun   | |
| 29                                                                          | Biryong JC                      | 비룡 분기점                  | 8.67        | 268.38           | Đường cao tốc Tongyeong–Daejeon Đường cao tốc vành đai phía nam Daejeon                                                                                                  | Daejeon           | Dong-gu       | |
| 30                                                                          | Daejeon                         | 대전                         | 3.56        | 271.94           | Dongseo-daero | Daejeon           | Daedeok-gu    | |
| 31                                                                          | Hoedeok JC                      | 회덕 분기점                  | 5.95        | 277.89           | Đường cao tốc Seosan–Yeongdeok Tuyến nhánh đường cao tốc Honam | Daejeon           | Daedeok-gu    | |
| SA                                                                          | Sintanjin SA                    | 신탄진휴게소                 |             |                  | | Daejeon           | Daedeok-gu    | Hướng đi Seoul |
| 32                                                                          | Sintanjin                       | 신탄진                       | 4.08        | 281.97           | Deogam-ro Sintanjin-ro 681beon-gil ( Quốc lộ 17 (Sintanjin-ro)) | Daejeon           | Daedeok-gu    | Điểm bắt đầu và kết thúc của làn xe buýt vào cuối tuần, ngày lễ |
| SA                                                                          | Jugam SA                        | 죽암휴게소                   |             |                  | | Chungcheongbuk-do | Cheongju-si   | Cả hai chiều |
| 33                                                                          | S.Cheongju                      | 남청주                       | 11.08       | 293.05           | Tỉnh lộ 96 (Yeoncheong-ro) ( Quốc lộ 17 (Cheongnam-ro)) | Chungcheongbuk-do | Cheongju-si   | Cheongwon IC cũ |
| 34                                                                          | Cheongju JC                     | 청주 분기점                  | 3.50        | 296.55           | Đường cao tốc Seosan–Yeongdeok | Chungcheongbuk-do | Cheongju-si   | Cheongwon JC cũ |
| 35                                                                          | Nami JC                         | 남이 분기점                  | 3.94        | 300.49           | Đường cao tốc Jungbu | Chungcheongbuk-do | Cheongju-si   | Trong trường hợp đi theo hướng Busan, không thể đi vào Đường cao tốc Jungbu (Hướng đi Hanam) |
| 36                                                                          | Cheongju                        | 청주                         | 4.62        | 305.11           | Quốc lộ 36 (Garosu-ro) | Chungcheongbuk-do | Cheongju-si   | |
| SA 36-1                                                                     | Oksan SA Oksan                  | 옥산휴게소 옥산              | 3.61        | 308.72           | Tỉnh lộ 508 (Osonggarak-ro) | Chungcheongbuk-do | Cheongju-si   | Hướng đi Busan Nút giao chỉ có Hi-Pass |
| 36-2                                                                        | Oksan JC                        | 옥산 분기점                  | 8.88        | 317.60           | Đường cao tốc Dangjin–Cheongju | Chungcheongbuk-do | Cheongju-si   | |
| SA                                                                          | Cheongju SA                     | 청주휴게소                   |             |                  | | Chungcheongbuk-do | Cheongju-si   | Hướng đi Seoul |
| SA                                                                          | Cheonan Hodo SA                 | 천안호두휴게소               |             |                  | | Chungcheongnam-do | Cheonan-si    | Hướng đi Busan |
| 37                                                                          | Mokcheon                        | 목천                         | 12.31       | 329.91           | Sambang-ro·Chungjeol-ro | Chungcheongnam-do | Cheonan-si    | |
| 38                                                                          | Cheonan JC                      | 천안 분기점                  | 3.53        | 333.44           | Đường cao tốc Nonsan–Cheonan | Chungcheongnam-do | Cheonan-si    | |
| SA                                                                          | Cheonan-Samgeori SA             | 천안삼거리휴게소             |             |                  | | Chungcheongnam-do | Cheonan-si    | Hướng đi Seoul |
| 39                                                                          | Cheonan                         | 천안                         | 6.70        | 340.14           | Quốc lộ 1 (Samseong-daero·Manna-ro) Quốc lộ 23 (Manna-ro) Tỉnh lộ 23 (Manna-ro·Manghyang-ro)                                                                             | Chungcheongnam-do | Cheonan-si    | Về hướng Busan, tốc độ giảm xuống 100 km/h như đường cao tốc thông thường, còn về hướng Seoul, tốc độ tăng lên 110 km/h cho đến điểm cuối.                                                                            |
| SA                                                                          | Manghyang SA                    | 망향휴게소                   |             |                  | | Chungcheongnam-do | Cheonan-si    | Hướng đi Busan |
| 39-1                                                                        | N.Cheonan                       | 북천안                       | 8.36        | 348.50           | Quốc lộ 34 (Samsa-ro) | Chungcheongnam-do | Cheonan-si    | |
| SA                                                                          | Ipjang Geobong Podo SA          | 입장거봉포도휴게소           |             |                  | | Chungcheongnam-do | Cheonan-si    | Hướng đi Seoul |
| 40                                                                          | Anseong                         | 안성                         | 11.61       | 360.11           | Quốc lộ 38 (Seodong-daero) | Gyeonggi-do       | Anseong-si    | Điểm bắt đầu và kết thúc làn đường xe buýt trong tuần Anseong Pyeongtaek IC cũ |
| SA                                                                          | Anseong SA                      | 안성휴게소                   |             |                  | | Gyeonggi-do       | Anseong-si    | Hướng đi Busan |
| 41                                                                          | Anseong JC                      | 안성 분기점                  | 4.83        | 364.94           | Đường cao tốc Pyeongtaek–Jecheon | Gyeonggi-do       | Anseong-si    | |
| SA                                                                          | Anseong SA                      | 안성휴게소                   |             |                  | | Gyeonggi-do       | Anseong-si    | Hướng đi Seoul |
| 41-1                                                                        | Namsa-Jinwi                     | 남사진위                     |             |                  | Yonggu-daero | Gyeonggi-do       | Yongin-si     | |
| 42                                                                          | Osan                            | 오산                         | 13.27       | 378.21           | Dongbu-daero·Wondong-ro ( Quốc lộ 1 (Gyeonggi-daero)) (Tỉnh lộ 310 (Gyeonggi-daero))                                                                                     | Gyeonggi-do       | Osan-si       | |
| 42-1                                                                        | Dongtan JC                      | 동탄 분기점                  | 3.89        | 382.10           | Đường cao tốc vành đai 2 vùng thủ đô Seoul | Gyeonggi-do       | Hwaseong-si   | Trong trường hợp đi theo hướng Busan, không thể đi vào Đường cao tốc vành đai 2 vùng thủ đô Seoul (Hướng Yangpyeong)                                                                                                  |
| 43                                                                          | Giheung-Dongtan                 | 기흥동탄                     | 4.39        | 386.49           | Tỉnh lộ 318 (Samseong 2-ro) Samseong-ro Dongtan Jungang-ro | Gyeonggi-do       | Hwaseong-si   | |
| 43                                                                          | Giheung                         | 기흥                         | 0.70        | 387.19           | Tỉnh lộ 318 (Samseong 2-ro) (Tỉnh lộ 317 (Dongtan Giheung-ro)) | Gyeonggi-do       | Yongin-si     | Chỉ được phép vào hướng Seoul và ra hướng Busan. |
| SA                                                                          | Giheung SA                      | 기흥휴게소                   |             |                  | | Gyeonggi-do       | Yongin-si     | Hướng đi Busan |
| 44                                                                          | Suwon-Singal                    | 수원신갈                     | 5.09        | 392.28           | Quốc lộ 42 (Jungbu-daero) Tỉnh lộ 98 (Jungbu-daero) Sinsu-ro | Gyeonggi-do       | Yongin-si     | Suwon IC cũ Tách trạm thu phí ra vào |
| 45                                                                          | Singal JC                       | 신갈 분기점                  | 2.68        | 394.96           | Đường cao tốc Yeongdong | Gyeonggi-do       | Yongin-si     | |
| SA                                                                          | Jukjeon SA                      | 죽전휴게소                   |             |                  | | Gyeonggi-do       | Yongin-si     | Hướng đi Seoul |
| TG                                                                          | Seoul TG                        | 서울 요금소                  |             |                  | | Gyeonggi-do       | Seongnam-si   | Trạm thu phí chính |
| 47                                                                          | Pangyo                          | 판교                         | 11.98       | 406.94           | Tỉnh lộ 23 (Daewang Pangyo-ro) Tỉnh lộ 57 (Seohyeon-ro) | Gyeonggi-do       | Seongnam-si   | Trả phí khi đi vào hướng Seoul và ra hướng Busan. Với hướng đi Busan, trả phí tại trạm thu phí Seoul (Seoul TG) Kết nối với Pangyo JC khi đi hướng Seoul                                                              |
| 48                                                                          | Pangyo JC                       | 판교 분기점                  | 1.10        | 408.04           | Đường cao tốc vành đai 1 vùng thủ đô Seoul | Gyeonggi-do       | Seongnam-si   | Trong trường hợp đi theo hướng Busan, không thể đi vào cả 2 hướng của Đường cao tốc Vành đai 1 vùng thủ đô Seoul. Cả 2 hướng của Đường cao tốc Vành đai 1 vùng thủ đô Seoul không thể đi vào khi đi theo hướng Seoul. |
| 48                                                                          | Daewang–Pangyo                  | 대왕판교                     | 0.28        | 408.32           | Dallaenae-ro Tỉnh lộ 23 (Daewang Pangyo-ro) | Gyeonggi-do       | Seongnam-si   | Chỉ có thể vào theo hướng Seoul và ra theo hướng Busan, trả phí khi vào và ra giao lộ Trước đây là Pangyo IC tạm thời                                                                                                 |
| 48-1                                                                        | Geumto JC                       | 금토 분기점                  | 0.98        | 409.30           | Đường cao tốc Yongin–Seoul | Gyeonggi-do       | Seongnam-si   | Chỉ có thể từ hướng Heolleung → hướng Seoul, hướng Busan → hướng Heungdeok. |
| SA                                                                          | Seoul Underground Rendezvous SA | 서울만남의광장휴게소         |             |                  | | Seoul             | Seocho-gu     | Địa điểm trạm thu phí Seoul cũ hướng đi Busan |
| 49                                                                          | Yangjae                         | 양재                         | 6.75        | 416.05           | Quốc lộ 47 (Yangjae-daero) Đường cao tốc đô thị Gyeongbu (Đường cao tốc Gyeongbu cũ) Tuyến đường thành phố Seoul số 41 (Gangnam-daero·Heolleung-ro) Yangjae-daero 12-gil | Seoul             | Seocho-gu     | |
| Kết nối trực tiếp Đường cao tốc đô thị Gyeongbu (Đường cao tốc Gyeongbu cũ) |                                 |                              |             |                  | |                   |               | |

## Khu vực đi qua
Busan
- Geumjeong-gu (Guseo-dong - Seon-dong - Dugu-dong - Nopo-dong)

Gyeongsangnam-do
- Yangsan-si (Dong-myeon - Dabang-dong - Nambu-dong - Jungbu-dong - Bukbu-dong - Singi-dong - Bukjeong-dong - Sanmak-dong - Sangbuk-myeon - Habuk-myeon)

Ulsan
- Ulju-gun (Samdong-myeon - Samnam-eup - Eonyang-eup - Dudong-myeon - Duseo-myeon)

Gyeongsangbuk-do
- Gyeongju-si (Naenam-myeon - Yul-dong - Gwangmyeong-dong - Geoncheon-eup - Seo-myeon) - Yeongcheon-si (Bukan-myeon - Bonchon-dong - Geumho-eup - Daechang-myeon - Geumho-eup - Daechang-myeon) - Gyeongsan-si (Jirang-eup - Hayang-eup)

Daegu
- Dong-gu (Sukcheon-dong - Sabok-dong - Daerim-dong - Goejeon-dong - Dongnae-dong - Goejeon-dong - Sinseo-dong - Gaksan-dong - Yulam-dong - Sinpyeong-dong - Bu-dong - Bangchon-dong - Dunsan-dong - Geomsa-dong - Do-dong - Bongmu-dong - Bulro-dong) - Buk-gu (Geomdan-dong - Sangyeok-dong - Seobyeon-dong - Joya-dong - Nogok-dong - Paldal-dong - Geumho-dong - Sasu-dong)

Gyeongsangbuk-do
- Chilgok-gun Chicheon-myeon

Daegu
- Dalseong-gun Habin-myeon

Gyeongsangbuk-do
- Chilgok-gun (Jicheon-myeon - Waegwan-eup - Seokjeok-eup - Buksam-eup) - Gumi-si (Otae-dong - Imeun-dong - Sagok-dong - Gwangpyeong-dong - Sinpyeong-dong - Songjeong-dong - Wonpyeong-dong - Doryang-dong - Seongi-dong - Bugok-dong) - Gimcheon-si (Apo-eup - Nam-myeon - Nongso-myeon - Deokgok-dong - Jijwa-dong - Moam-dong - Sineum-dong - Gyo-dong - Samrak-dong - Bongsan-myeon)

Chungcheongbuk-do
- Yeongdong-gun (Chupungnyeong-myeon - Maegok-myeon - Hwanggan-myeon - Yongsan-myeon) - Okcheon-gun Cheongseong-myeon - Yeongdong-gun Yongsan-myeon - Okcheon-gun (Cheongseong-myeon - Dongi-myeon - Okcheon-myeon - Gunbuk-myeon)

Daejeon
- Dong-gu (Sinsang-dong - Secheon-dong - Sinsang-dong - Biryong-dong) - Daedeok-gu (Birae-dong - Songchon-dong - Beop-dong - Eupnae-dong - Yeonchuk-dong - Sindae-dong - Wa-dong - Sanseo-dong - Deokam-dong - Moksang-dong - Seokbong-dong)

Chungcheongbuk-do
- Cheongju-si Seowon-gu (Hyeondo-myeon - Nami-myeon) - Heungdeok-gu Seokgok-dong -  Seowon-gu Nami-myeon - Heungdeok-gu (Sinjeon-dong - Suui-dong - Seokso-dong - Gangnae-myeon - Oksan-myeon) - Cheongwon-gu Ochang-eup - Heungdeok-gu Oksan-myeon

Chungcheongnam-do
- Cheonan-si Dongnam-gu (Byeongcheon-myeon - Susin-myeon - Seongnam-myeon - Mokcheon-eup - Samryong-dong - Guseong-dong - Wonseong-dong - Sinbu-dong - Anseo-dong) - Seobuk-gu (Seonggeo-eup - Jiksan-eup - Ipjang-myeon)

Gyeonggi-do
- Anseong-si Miyang-myeon

Chungcheongnam-do
- Cheonan-si Seobuk-gu Ipjang-myeon

Gyeonggi-do
- Anseong-si (Miyang-myeon - Gongdo-eup) - Pyeongtaek-si Yongi-dong - Anseong-si Wongok-myeon - Pyeongtaek-si (Wolgok-dong - Cheongnyong-dong) - Anseong-si Wongok-myeon - Pyeongtaek-si Jinwwi-myeon - Anseong-si Wongok-myeon - Pyeongtaek-si Jinwwi-myeon - Yongin-si Cheoin-gu Namsa-eup - Pyeongtaek-si Jinwwi-myeon - Osan-si (Gohyeon-dong - Won-dong - Busan-dong - Osan-dong - Busan-dong) - Hwaseong-si (Bangyo-dong -  Osan-dong - Yeongcheon-dong) - Yongin-si Giheung-gu (Gomae-dong - Gongse-dong - Bora-dong - Hagal-dong - Bora-dong - Sanggal-dong - Singal-dong - Bojeong-dong - Mabuk-dong - Bojeong-dong) - Suji-gu (Jukjeon-dong - Dongcheon-dong) - Seongnam-si Bundang-gu (Gumi-dong - Dongwon-dong - Geumgok-dong - Gungnae-dong - Baekhyeon-dong - Sampyeong-dong) - Sujeong-gu (Geumto-dong - Sangjeok-dong)

Seoul
- Seocho-gu (Sinwon-dong - Wonji-dong - Yangjae-dong)

## Giao thông
Thông tin lưu lượng giao thông năm 2009 như sau.
| Đoạn               | Khoảng cách (km) | Lưu lượng giao thông trung bình (xe/ngày) | Lưu lượng giao thông trung bình (xe/ngày) |
| Đoạn               | Khoảng cách (km) | 12 giờ                                    | 24 giờ                                    |
| ------------------ | ---------------- | ----------------------------------------- | ----------------------------------------- |
| Guseo ~ Eonyang    | 40.0             | 43,934                                    | 58,852                                    |
| Eonyang ~ E.Daegu  | 82.2             | 30,842                                    | 42,905                                    |
| E.Daegu ~ Geumho   | 17.3             | 80,110                                    | 118,495                                   |
| Geumho ~ Gimcheon  | 43.9             | 55,552                                    | 86,345                                    |
| Gimcheon ~ Hoedeok | 94.8             | 22,949                                    | 36,376                                    |
| Hoedeok ~ Nami     | 22.6             | 69,491                                    | 103,187                                   |
| Nami ~ Cheonan     | 32.9             | 55,362                                    | 79,993                                    |
| Cheonan ~ Anseong  | 31.5             | 91,418                                    | 126,835                                   |
| Anseong ~ Singal   | 30.0             | 98,519                                    | 138,298                                   |
| Singal ~ Yangjae   | 21.0             | 115,567                                   | 175,044                                   |

Điểm có lưu lượng giao thông cao nhất là đoạn 2,5 km từ Suwon–Singal IC đến Singal JC, nơi có 189.828 phương tiện (10 làn, quy đổi thành 10 làn, 18.983 xe/làn) đi qua trong 24 giờ. Điểm lưu lượng giao thông cao nhất trên mỗi làn là 23.038 phương tiện mỗi làn trong 24 giờ trên đoạn 13,0 km từ Singal JC đến Pangyo JC ((5 làn theo hướng Seoul, 8 làn theo hướng Busan từ Pangyo đến Seoul trạm thu phí, 8 làn theo hướng Busan, 10 làn khứ hồi về sau), tổng số 184.310 phương tiện) đi qua. Đường cao tốc Gyeongbu là một trong những đường cao tốc có lưu lượng giao thông cao nhất ở Hàn Quốc, nhưng kể từ năm 2005, khi các con đường thay thế tiếp tục mở ra, giao thông nói chung đã giảm.

## Kiểm soát tốc độ
- Anseong SA ~ Osan IC (6,2 km theo hướng Seoul, triển khai từ 17/02/2014)[213][214]
- Gyeongsan IC ~ E.Daegu JC (6 km theo cả hai hướng, có hiệu lực từ cuối tháng 8 năm 2015)
- Sintanjin IC ~ Jugam SA ~ Cheongju JC (11 km theo cả hai hướng, có hiệu lực từ tháng 1 năm 2019)
- Geumgang IC ~ Yeongdong IC (14 km theo hướng Busan, có hiệu lực từ 10/10/2017)
- Hwanggan SA ~ Geumgang IC (15,3 km về phía Seoul, giới hạn tốc độ 100 km/h)
- Yeongcheon JC ~ Geoncheon IC (8,2 km theo hướng Busan, giới hạn tốc độ 100 km/h)
- Eonyang SA ~ Hwalcheon IC (12,3 km theo hướng Seoul, giới hạn tốc độ 100 km/h)
- Cheonan IC ~ Ipjang SA (11 km hướng Seoul, giới hạn tốc độ 110 km/h)
- Suwon–Singal IC ~ Trạm thu phí Seoul (11 km theo hướng Seoul, giới hạn tốc độ 110 km/h)
- Osan IC ~ Anseong JC (11.0 km theo hướng Busan, giới hạn tốc độ 110 km/h)
- Yeongcheon IC ~ Geoncheon IC (8.2 km theo hướng Busan, giới hạn tốc độ 100 km/h)
- Chilgok SA~ S.Gumi IC (8.2 km theo hướng Seoul, giới hạn tốc độ 100 km/h)
- Chilgok Logistics IC ~ Geumho JC (8.9 km theo hướng Busan, giới hạn tốc độ 100 km/h)
- Ipjang Geobong Podo SA~ Cheonan IC (11,3 km theo hướng Busan, giới hạn tốc độ 110 km/h)
- Tongdosa SA ~ Yangsan IC (10.1 km theo hướng Busan, giới hạn tốc độ 100 km/h)

## Đường cao tốc đô thị Gyeongbu
Trước đây, đoạn giữa Yangjae IC ~ Cầu Hannam là một phần của Đường cao tốc Gyeongbu, nhưng vào năm 2002, khi việc quản lý đoạn này được chuyển từ Tổng công ty Đường cao tốc Hàn Quốc sang Thành phố Seoul, nó đã được dỡ bỏ khỏi đoạn đường cao tốc và trở thành một con đường chung chỉ dành cho ô tô. Vì lý do này, đoạn này không còn tuân theo Đạo luật Quốc lộ tốc độ cao và hiện tại Yangjae IC là điểm cuối của Đường cao tốc Gyeongbu. Tuy nhiên, tên chính thức của tên đường vẫn là Đường cao tốc Gyeongbu và phát thanh giao thông vẫn sử dụng tên Đường cao tốc Gyeongbu hoặc "đoạn thành phố", và đoạn này cũng được chỉ định là AH1 vì nó được kết nối với Đường cao tốc Gyeongbu. Trong khi đó, vào ngày 25 tháng 11 năm 2002, ngay trước khi đường này được dỡ bỏ khỏi đoạn đường cao tốc, toàn bộ đoạn đường này đã được chỉ định là đường dành riêng cho ô tô. Vào ngày 26 tháng 1 năm 2006, đoạn này được chỉ định là Tuyến đường thành phố Seoul 06 hay Đường cao tốc đô thị Gyeongbu cùng với tên Đường cao tốc Gyeongbu.
Trong bảng bên dưới, khoảng cách của đoạn đường được dựa trên Niên giám thống kê đường bộ năm 2002.
| Loại                                         | Tên                                          | Tên                                          | Khoảng cách                                  | Tổng khoảng cách                             | Kết nối                                                                      | Vị trí                                       | Vị trí                                       | Ghi chú                                                |
| Loại                                         | Tiếng Anh                                    | Hangul                                       | Khoảng cách                                  | Tổng khoảng cách                             | Kết nối                                                                      | Vị trí                                       | Vị trí                                       | Ghi chú                                                |
| Kết nối trực tiếp với Đường cao tốc Gyeongbu | Kết nối trực tiếp với Đường cao tốc Gyeongbu | Kết nối trực tiếp với Đường cao tốc Gyeongbu | Kết nối trực tiếp với Đường cao tốc Gyeongbu | Kết nối trực tiếp với Đường cao tốc Gyeongbu | Kết nối trực tiếp với Đường cao tốc Gyeongbu                                 | Kết nối trực tiếp với Đường cao tốc Gyeongbu | Kết nối trực tiếp với Đường cao tốc Gyeongbu | Kết nối trực tiếp với Đường cao tốc Gyeongbu           |
| -------------------------------------------- | -------------------------------------------- | -------------------------------------------- | -------------------------------------------- | -------------------------------------------- | ---------------------------------------------------------------------------- | -------------------------------------------- | -------------------------------------------- | ------------------------------------------------------ |
| IC                                           | Yangjae                                      | 양재                                         | -                                            | 0.00                                         | Đường cao tốc Gyeongbu Quốc lộ 47 (Yangjae-daero) Gangnam-daero Heolleung-ro | Seoul                                        | Seocho-gu                                    |                                                        |
| IC                                           | Seocho                                       | 서초                                         | 2.56                                         | 2.56                                         | Nambusunhwan-ro                                                              | Seoul                                        | Seocho-gu                                    | Đường vào hướng Hannam bị đóng                         |
| IC                                           | Banpo                                        | 반포                                         | 2.28                                         | 4.84                                         | Sapyeong-daero                                                               | Seoul                                        | Seocho-gu                                    | Chỉ có thể đi vào hướng Yangjae và đi vào hướng Hannam |
| IC                                           | Jamwon                                       | 잠원                                         | 0.74                                         | 5.58                                         | Sinbanpo-ro                                                                  | Seoul                                        | Seocho-gu                                    | Không có quyền truy cập vào Hannam                     |
| JC                                           | Cầu Hannam                                   | 한남대교 분기점                              | 1.28                                         | 6.86                                         | Cầu Hannam Gangnam-daero Olympic-daero Apgujeong-ro·Jamwon-ro                | Seoul                                        | Gangnam-gu                                   | Ban đầu là một phần của Jamwon IC                      |
| Kết nối trực tiếp với Gangnam-daero          |                                              |                                              |                                              |                                              |                                                                              |                                              |                                              |                                                        |

### Điểm dừng chính
- Seoul
  - Seocho-gu - Gangnam-gu

### Giới hạn tốc độ
- Tất cả các đoạn: Tối đa 80 km/h, Tối thiểu: 50 km/h

## Thư viện
Seoul - Daegu
- Trạm thu phí Seoul (trước khi biển báo trạm thu phí được sửa đổi)
- Đường hầm Daejeon (Hướng đi Seoul)
- Daejeon IC (Hướng đi Seoul)
- Biryong JC (Hướng đi Seoul)
- Biển báo hướng dẫn Biryong JC (Hướng đi Seoul)
- Geumgang IC
- Làn xe buýt

Daegu - Busan
- Yeongcheon-si
- Khu nghỉ ngơi buồn ngủ tại Bukan
- Yeongcheon JC
- Bukan-myeon, Goji-ri
- Đoạn bắt đầu kiểm soát tốc độ ở Bukan-myeon, Goji-ri
- Bukan-myeon, Docheon-ri
- Seo-myeon, Ahwa-ri
- Biển báo hiệu Geoncheon SA cách 500 m (05:55 sáng)
- Geoncheon SA
- Ga Moryang trên Tuyến Donghae, mờ mờ qua màn sương mù
- Biển báo hiệu Gyeongju IC cách 2 km
- Thông tin về việc giảm tốc độ 80 km/h do sương mù và cầu đường sắt tuyến Donghae ở Ijori, Naenam-myeon
- Biển báo hiệu Gyeongju SA cách 2 km (05:55 sáng)
- Lối vào Gyeongju SA (05:55 sáng)
- Gyeongju SA (05:57 sáng)
- Hwalcheon IC (05:59 sáng)
- Cảnh Busan IC